# Geschichte des Frauenwahlrechts in den USA

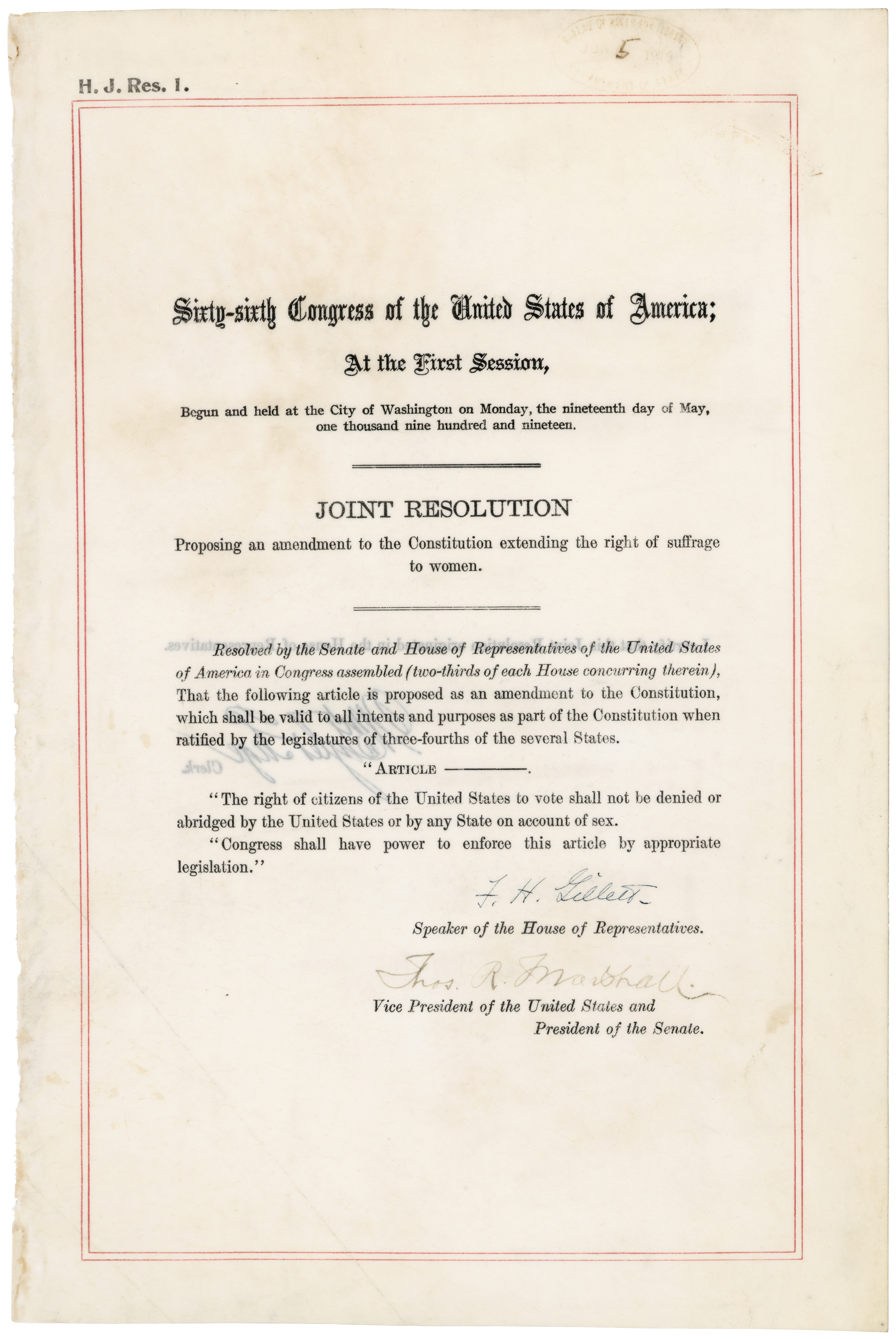
Der 19. Zusatzartikel zur Verfassung der Vereinigten Staaten von Amerika (Frauenwahlrecht) von 1920

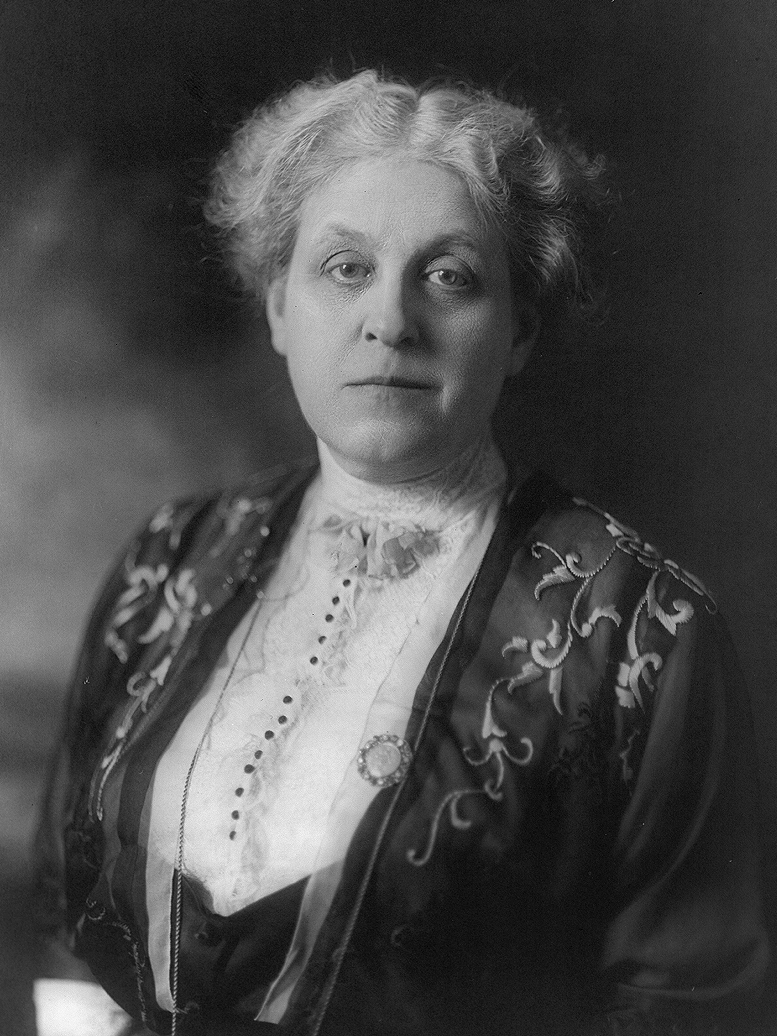
Carrie Chapman Catt

Frauenwahlrecht in den Vereinigten Staaten von Amerika (englisch: Women's suffrage in the United States)
– oder besser Geschichte der Frauenwahlrechtsbewegung in den Vereinigten Staaten – beschreibt den langwierigen Prozess bis zur gesetzlichen Zulassung von Frauen zu politischen Wahlen. Das Frauenwahlrecht wurde innerhalb eines Zeitraums von über einem halben Jahrhundert eingeführt, zuerst in einzelnen Staaten und Kommunen und manchmal nur auf begrenzter Basis. 1920, erst nach dem Ersten Weltkrieg, gab es durch den 19. Zusatzartikel zur Verfassung Wahlrecht für Frauen auch auf nationaler Ebene.
Das Verlangen nach dem Wahlrecht für Frauen, an das im 18. Jahrhundert bei der Erklärung der Unabhängigkeit von männlicher Seite zeitbedingt kein Gedanke aufkam, wurde in den 1840er Jahren stärker. Eine breite Bewegung für die Durchsetzung von Frauenrechten entwickelte sich. 1848 bis 1860 gab es die ersten Zusammenkünfte von Frauenrechtlerinnen und die ersten „National Women’s Rights Conventions“, was zu einer stärkeren Wahrnehmung dieser Ideen in der Öffentlichkeit führte. Eine Gruppe von bekannten Frauenführerinnen bildete sich heraus, die oft auch für andere Belange kämpfte, sich beispielsweise gegen Sklaverei oder Alkoholmissbrauch einsetzte.
Diese Frauenrechts- und Frauenwahlrechtsbewegung konnte sich erst nach dem Sezessionskrieg zu einer echten gesellschaftlichen Bewegung entwickeln. Zwei nationale Organisationen entstanden 1869, die American Woman Suffrage Association (AWSA) und National Woman Suffrage Association (NWSA), die sich erst 1890 wieder zu einem gemeinsamen Verband vereinigten, der National American Woman Suffrage Association (NAWSA). Die geänderten gesellschaftlichen Verhältnisse, die veränderte Stellung der Frauen in Wirtschaft und Öffentlichkeit, brachten es mit sich, dass sich um die Wende zum 20. Jahrhundert (1890 bis 1916) echte Chancen zur gesetzlichen Verwirklichung von Frauenrechten und des Frauenwahlrechts ergaben.

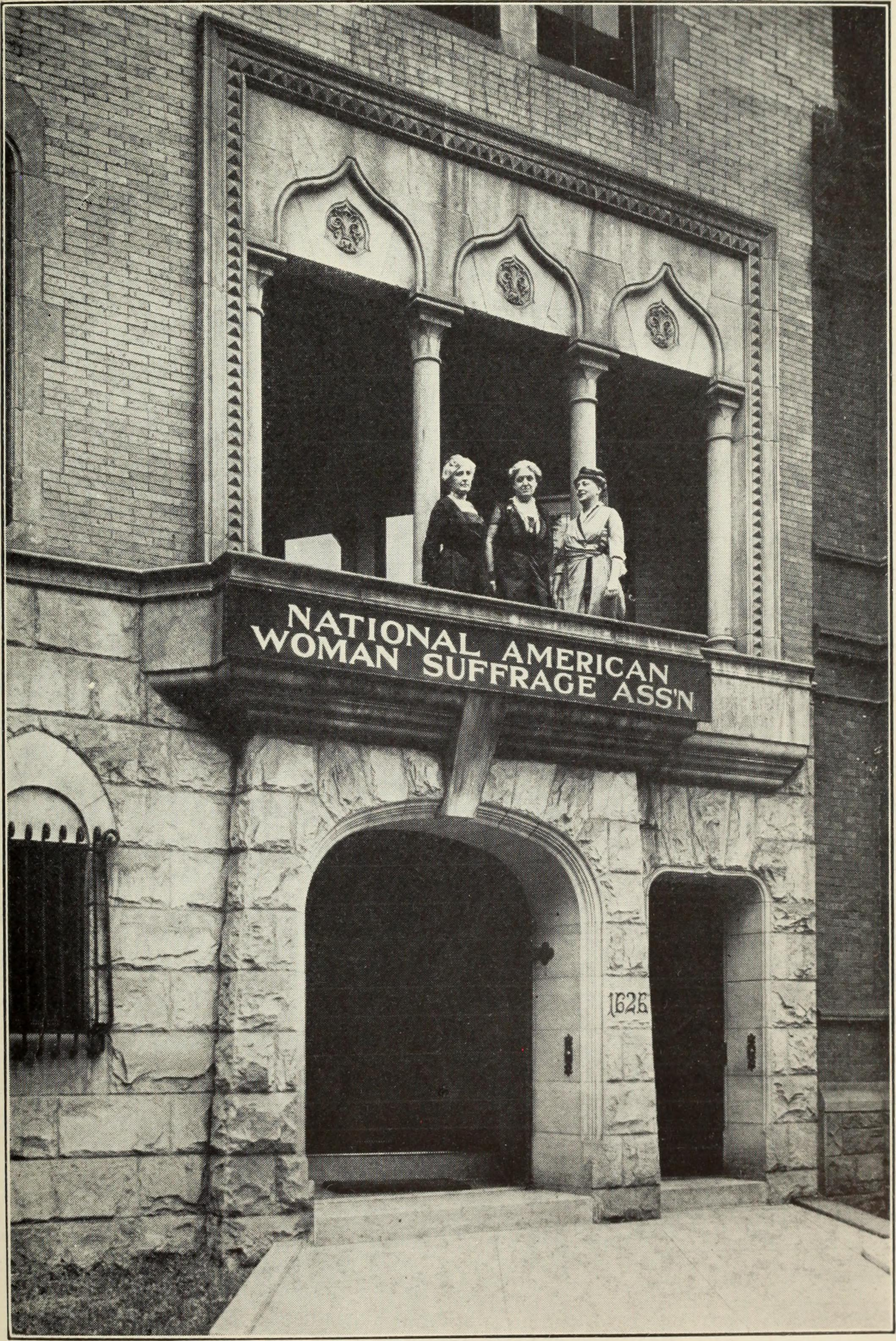
Das Hauptquartier der NAWSA in New York

Der „Sieg“ wurde zwischen 1917 und 1920 erfochten, nach guter taktischer und strategischer Vorarbeit der zwei Frauenverbände; es gab nämlich neben der NAWSA seit 1916 noch die von Alice Paul gegründete radikalere National Woman’s Party (NWP). In vielen Bundesstaaten hatte man schon das Frauenwahlrecht erreicht und somit immer mehr Einfluss auf die Wahlen zum Repräsentantenhaus und Senat bekommen. Zuerst beschloss das Repräsentantenhaus, dann der Senat das 19. Amendment. Und nach mühsamem Ratifikationsprozess genehmigte auch der nötige letzte Staat – Tennessee – mit knapper Mehrheit den Zusatzartikel zur Verfassung. 72 Jahre nach der Seneca Falls Convention war das Ziel erreicht: Das nationale Wahlrecht für Frauen in den Vereinigten Staaten:
„The right of citizens of the United States to vote shall not be denied or abridged by the United States or by any State on account of sex.“
(deutsch: „Das Wahlrecht der Bürger der Vereinigten Staaten darf von den Vereinigten Staaten oder einem Einzelstaat nicht auf Grund des Geschlechts versagt oder beschränkt werden.“)

## Naturrecht und Menschenrechte als Ideen des Mannes
Bei der Formulierung der Menschenrechte in den großen Debatten vor der Erstellung der Unabhängigkeitserklärung und der Amerikanischen Verfassung wurde immer angenommen, dass die Grundsätze des Naturrechts und der Grundsatz, dass die „Zustimmung der Regierten wesentlich für eine gerechte Regierung“ sei, nur auf die Männer anzuwenden seien. Die Theoretiker des liberalen Denkens konnten sich eine politische oder öffentliche Mitwirkung von Frauen nie vorstellen. Ebenso wie Sklaven und abhängige Dienstboten waren Frauen im Bereich von Recht und Gesetz einfach nicht vorhanden.
Während nach und nach alle weißen Männer das Wahlrecht bekamen, setzte sich die demokratische Logik hinsichtlich der Frauen viel langsamer durch. Die Idee von der Gleichheit der Männer ging Hand in Hand mit der Vorstellung von der Minderwertigkeit und der anderen Natur der Frauen. Männer hatten eine tiefgehende Vorstellung von der „wahren Natur der Frau“ und fürchteten wohl nichts mehr als dass die festgefügten Beziehungen der Geschlechter geändert werden könnten.
Hinzu kam die im angelsächsischen Bereich und in den USA verbreitete Rechtsstellung der verheirateten Frau in der sogenannten ehelichen Geschlechtsvormundschaft. Als Ehefrau konnte eine Frau ihre Rechte nicht in gleicher Weise wie ein Mann wahrnehmen, sondern bedurfte des männlichen Beistands oder Vormunds, also des Ehemanns. Sie musste die Führung ihrer Geschäfte vollständig ihrem Mann überlassen. Es herrschte eine Art Patriarchat.
Und ein grundsätzliches Problem ergab sich für die ziemlich rechtlosen Frauen in der Politik und im öffentlichen Leben immer: Wie will man eine frauenfreundliche Gesetzgebung bewirken oder beeinflussen, wenn die gewählten Vertreter des Gesetzgebungsorgans die Wahl durch die Frauen nicht fürchten müssen, da nur die Männer wählen dürfen? Dieses Problem spielte im ganzen 19. Jahrhundert eine wesentliche Rolle.

### Anwachsen einer neuen Idee: Frauenrechte
Zweihundert Jahre lang hatten die Frauen in Amerika an der Seite der Männer gearbeitet, den politischen Diskussionen zugehört und das Anwachsen der lokalen, bundesstaatlichen und gesamtstaatlichen Regierungen und deren Politik beobachtet. Und sie hatten sich kaum öffentlich darüber beschwert, dass sie nicht befugt waren, abzustimmen oder ein Amt zu bekleiden. Erst im zweiten und dritten Jahrzehnt des 19. Jahrhunderts wurde die Frage hie und da gestellt und im vierten Jahrzehnt tauchte die Idee auf, dass Frauen eine Veränderung in ihrer politischen Stellung haben sollten.

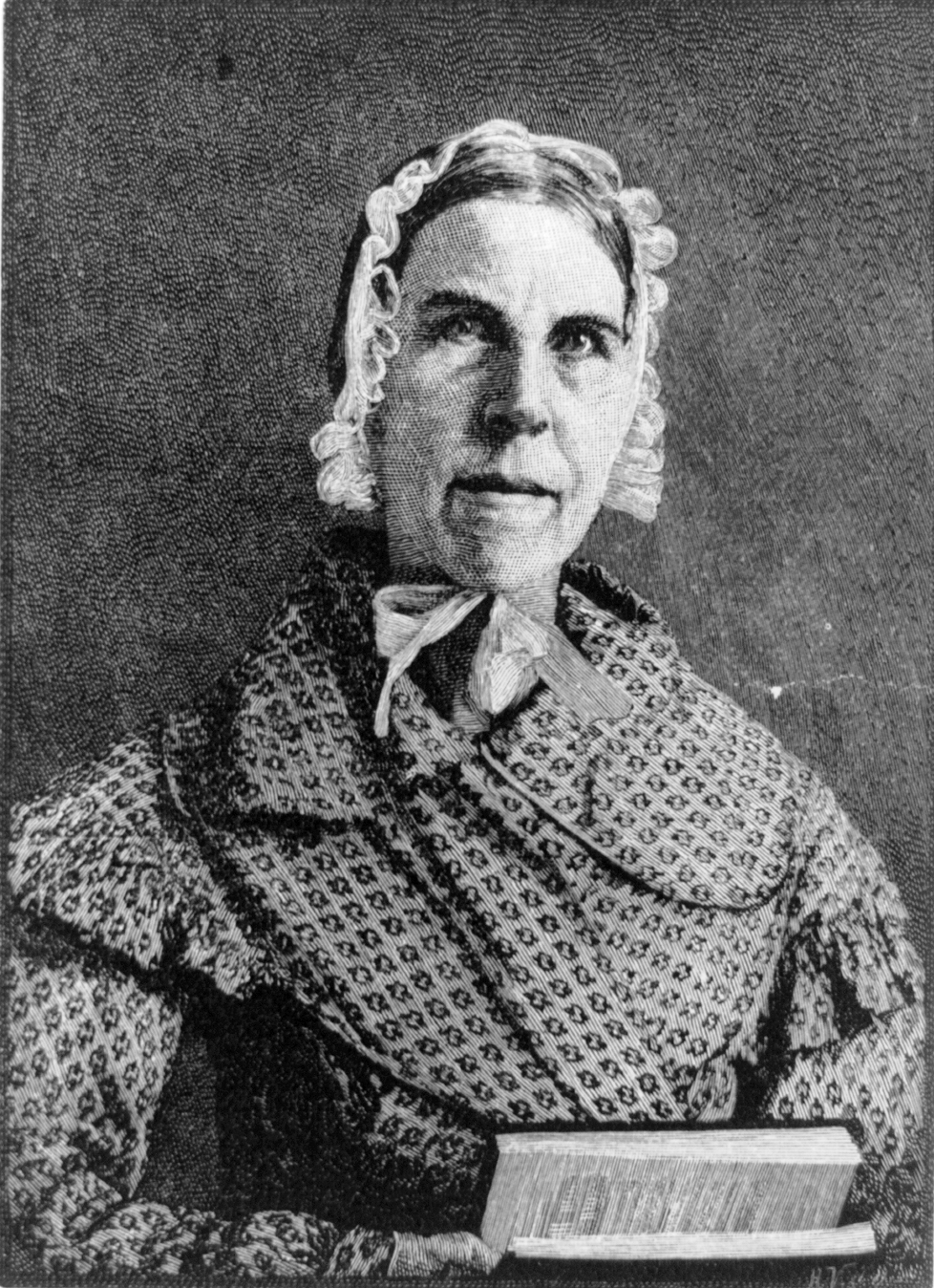
Sarah Grimké, Autorin der „Letters on the Equality of the Sexes“

Das lag daran, dass Frauen an Wahlkämpfen der Parteien teilnahmen und als Unterstützerinnen immer wichtiger wurden, es lag daran, dass sie sich um die moralische Erneuerung der Gesellschaft und um humanitäre und philanthropische Angelegenheiten kümmerten, und es lag ferner daran, dass sie die Ausbildungsmöglichkeiten für Frauen und die Lehrerinnenausbildung voranbringen wollten. Auch in der Arbeiterschaft der frühen Textilfabriken gab es Frauen, die sich den Problemen der neuen Beziehungen zu den Fabrikherren und den in den Betrieben herrschenden Arbeitsverhältnissen stellten und öffentlich darüber redeten und schrieben.
Die Debatte über die Sklavenbefreiung änderte auch die Einstellung der Frauen zu ihrer Rolle in der Gesellschaft und machte ihnen manche Einschränkung bewusst. So schrieb Angelina Emily Grimké: „The investigation of the rights of the slaves has led me to a better understanding of my own.“ (deutsch: Die Erforschung der Rechte der Sklaven hat mich zu einem besseren Verständnis meiner eigenen geführt.) Und sie fügte hinzu, dass alle menschlichen Wesen die gleichen Rechte haben sollten, weil alle diese Rechte sich als ein Produkt der moralischen Natur des menschlichen Wesens ergäben.
Als sich die Kontroverse ausbreitete, begannen Frauen auch gedruckt in Aufsätzen Stellung zu nehmen. Sarah Grimké schrieb die „Letters on the Equality of the Sexes“, um auf die Vorwürfe zu antworten, die ihrer Schwester Angelina und anderen öffentlich redenden Frauen entgegengebracht wurden. Es war eine breit angelegte Analyse und Kritik der gesamten weiblichen Erfahrungswelt in der amerikanischen Gesellschaft.

### Die frühen Conventions zu Frauenrechten
Wichtig für das Wachstum der Frauenrechtsbewegung und die Idee des Frauenstimmrechts wurden die Zusammenkünfte, die es seit der 1848 veranstalteten Convention im kleinen Städtchen Seneca Falls (New York) gab. Einige Frauen, die sich für die Sklavenbefreiung eingesetzt hatten und öffentlich auftreten wollten, wurden daran gehindert, weil sie Frauen waren. Sie durften nicht öffentlich auftreten und schon gar nicht reden; eine Ansprache vor einem gemischten Publikum aus Männern und Frauen war vollends undenkbar und gegen jede Konvention. Aber dies änderte sich jetzt um die Jahrhundertmitte herum.

#### Seneca Falls Convention
Elizabeth Cady Stanton hatte 1840 zusammen mit anderen Anhängern und Anhängerinnen des Abolitionismus eine weite Reise zur World Anti-Slavery Convention der British and Foreign Anti-Slavery Society gemacht. Dort erlebten sie, dass trotz einer tagelangen Debatte zu dem Thema der „Teilnahme von Frauen am Kongress“ diese nicht zugelassen wurden. Sie durften nicht reden und abstimmen, nur das Zuhören von der Galerie aus wurde ihnen gestattet. Bei dieser Gelegenheit freundeten sich Stanton und die Quäkerin Lucretia Mott an und schworen sich gegenseitig, zu Hause in den Staaten eine Frauenrechtskonferenz abzuhalten. Es dauerte dann noch rund acht Jahre, bis sich 1848 die Gelegenheit dazu ergab.

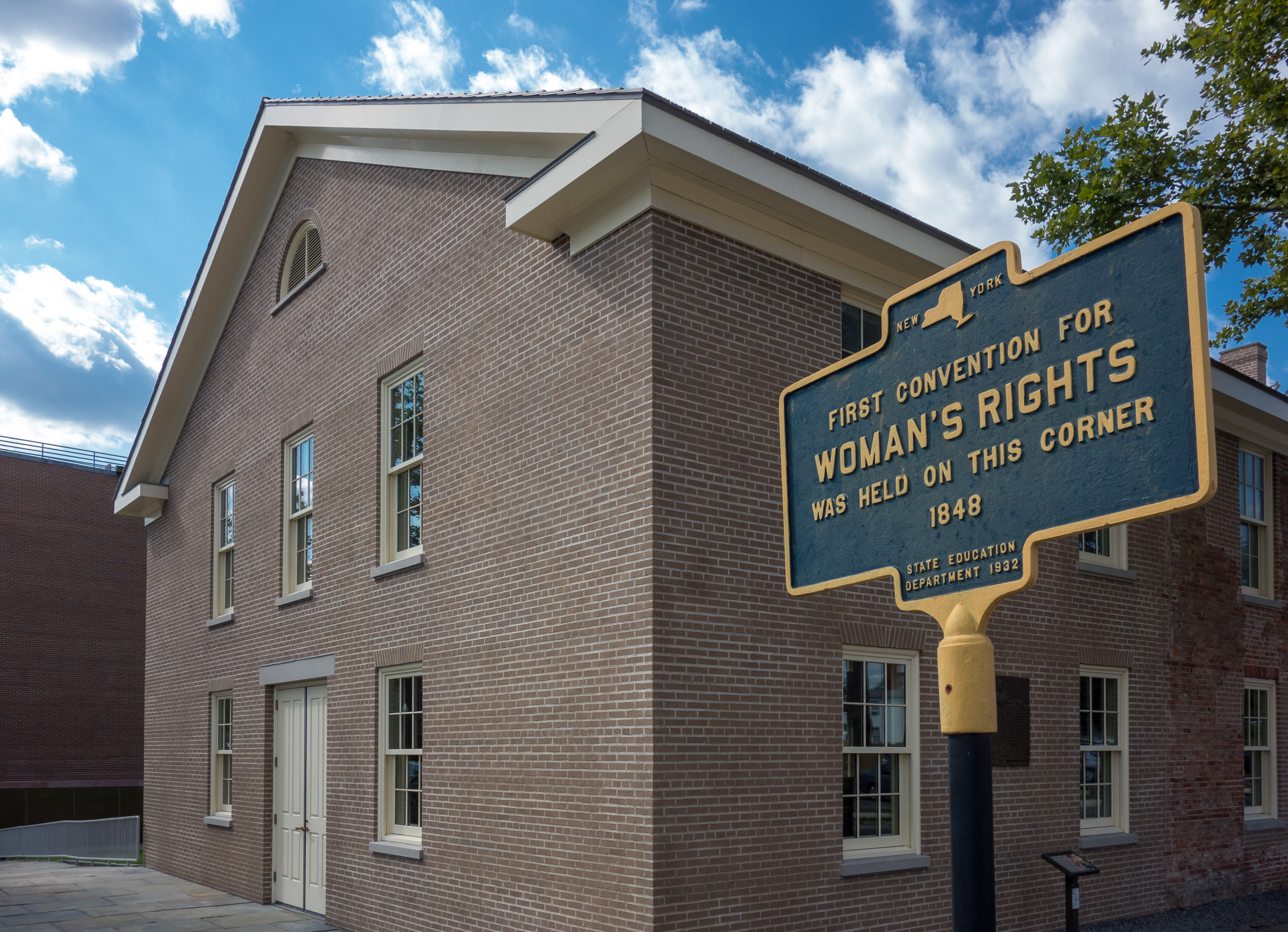
Dies ist der rekonstruierte historische Ort der Zusammenkunft in Seneca Falls

Die Seneca Falls Convention war die erste Zusammenkunft amerikanischer Frauen, die das Problem Frauenrechte zum alleinigen Thema machte. Es war eine nur von Frauen organisierte Zusammenkunft. Sie wurde im westlichen Teil des Staates New York, im kleinen Ort Seneca Falls (New York), am 19. und 20. Juli 1848 abgehalten. Am Ende wurde ein berühmt gewordenes Manifest herausgegeben, die Declaration of Sentiments.
Dieses Manifest wurde von Judith Wellman, einer Historikerin, bezeichnet als „the single most important factor in spreading news of the women's rights movement around the country in 1848 and into the future“
(deutsch: „der wichtigste Faktor bei der Ausbreitung der Frauenrechtsbewegung im ganzen Land, sowohl im Jahr 1848 wie auch in der Folgezeit“)
Bevor die Aufzählung der „Sentiments“, der gefühlten Ungerechtigkeiten, beginnt, formuliert Stanton folgenden berühmten Satz:
The history of mankind is a history of repeated injuries and usurpations on the part of man toward woman, having in direct object the establishment of an absolute tyranny over her. To prove this, let facts be submitted to a candid world:
(deutsch: Die Geschichte der Menschheit ist eine Folge von wiederholten Ungerechtigkeiten und Übergriffen von seiten des Mannes gegenüber der Frau, mit der klaren Absicht, eine absolute Tyrannei über sie zu errichten. Um dies zu beweisen, sollen der wohlmeinenden Öffentlichkeit Fakten unterbreitet werden:)
Eine erregte Debatte ergab sich bei der Behandlung des Wahlrechts für Frauen, das vor allem Stanton am Herzen lag. Viele – Mott eingeschlossen – drängten darauf, dieses Konzept des Frauenwahlrechts wegzulassen. Aber Frederick Douglass, der neben anderen Männern teilnahm und der einzige Afroamerikaner war, argumentierte überzeugend für die Beibehaltung. Am Ende unterschrieben genau 100 der rund 300 Anwesenden das Dokument, die meisten davon Frauen.

#### Nationale Conventions
Die National Women’s Rights Conventions (deutsch: Nationale Zusammenkünfte zu Frauenrechten) waren Mitte des 19. Jahrhunderts in den Vereinigten Staaten fast jährlich stattfindende Veranstaltungen, die die frühe Frauenbewegung für die Öffentlichkeit immer sichtbarer werden ließen. Die erste Versammlung wurde 1850 in Worcester (Massachusetts) abgehalten und führte sowohl männliche wie weibliche Befürworter zusammen, die zwölfte und letzte reguläre fand nach dem Bürgerkrieg 1869 in Washington, D.C. statt.
Die Beteiligten bekamen auch weitgehende Unterstützung durch die Temperenzler – die erst 1919 das 18. Amendment der Verfassung erreichten – und die Abolitionisten. Es wurden Reden gehalten über Lohngleichheit, Bildungsverbesserungen und Karrieremöglichkeiten, über die Eigentumsrechte der Frauen, Ehestandsreformen und Alkoholverbote. Aber das Hauptthema, das in den Zusammenkünften diskutiert wurde, war die Verabschiedung von Gesetzen, die das Frauenwahlrecht ermöglichen würden.
Der Ausbruch des Sezessionskriegs beendete diese jährlichen Zusammenkünfte und verschob das Schwergewicht der Frauenaktivitäten auf die Emanzipation der Sklaven. Susan B. Anthony konnte die Frauenaktivistinnen nicht überzeugen, eine weitere Convention abzuhalten, die sich allein mit Frauenrechten beschäftigte. Stattdessen wurde die erste „Woman’s National Loyal League Convention“ in der Kirche der Puritaner in New York City am 14. Mai 1863 einberufen. Und man schaffte es, 400.000 Unterschriften bis 1864 für eine Petition an den Kongress der Vereinigten Staaten zu bekommen, die die Verabschiedung des 13. Amendments zur Abschaffung der Sklaverei forderte.
Allerdings wurde vielen Frauen dabei bewusst, dass nach der Befreiung der Sklaven das Problem der Befreiung der Frauen aus der „Sklaverei des Mannes“ in Ehe und Familie wieder auf die Tagesordnung kommen würde.

### Herausbildung von Anführerinnen

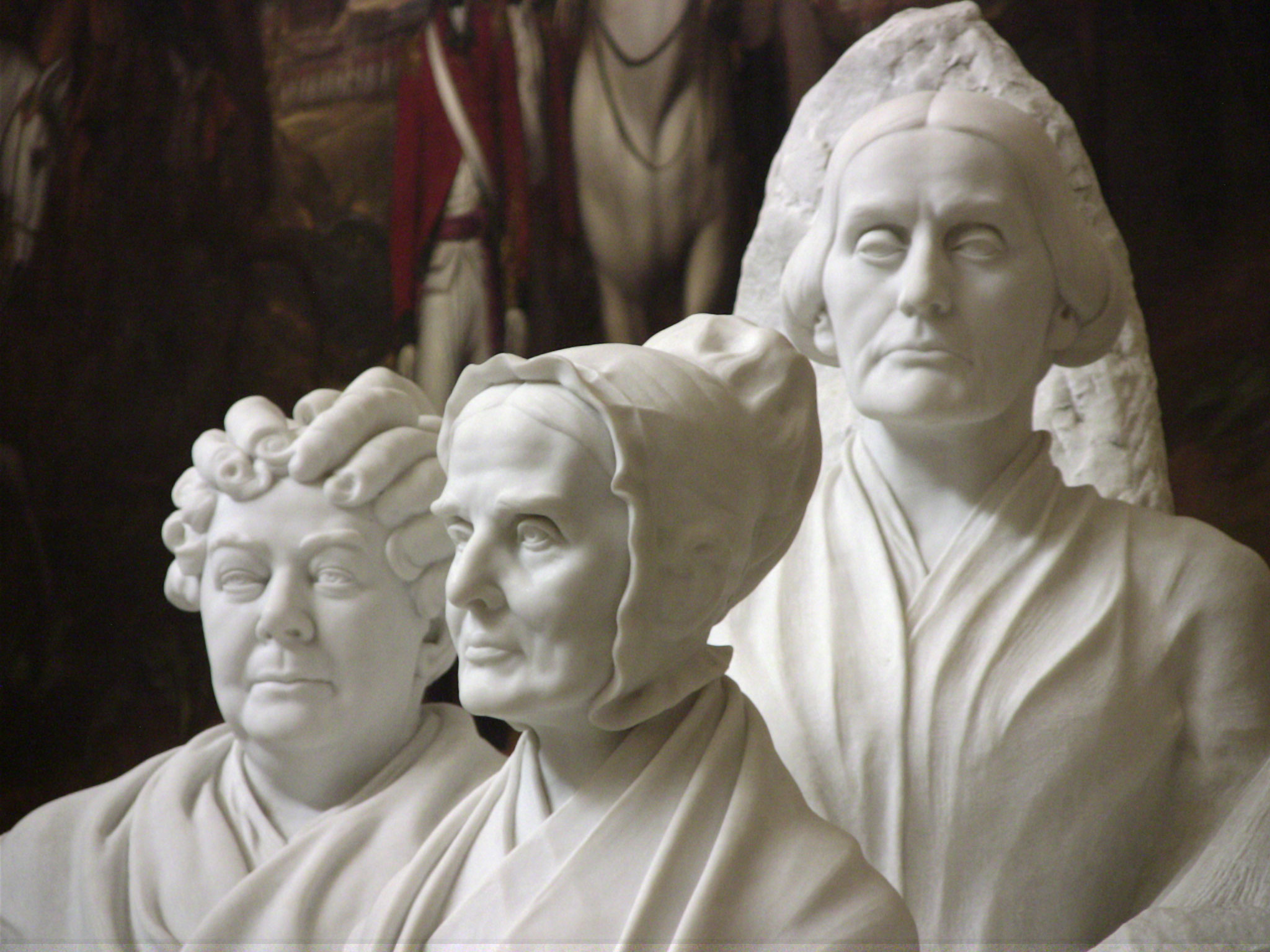
Ein Denkmal für drei Anführerinnen: Elizabeth, Lucretia und Susan (v. l. n. r.)

Beginnend mit der Seneca Falls Convention und im Zeitraum der darauf folgenden 12 Jahre, in denen die Nationalen Conventions stattfanden, entwickelte sich eine gesellschaftliche Bewegung, die eine eindrucksvolle Reihe von Anführerinnen in den Neuenglandstaaten, in Pennsylvania, New York und im Mittleren Westen hervorbrachte:

- Lucretia Mott (1793–1880) war als Quäkerin eine erfahrene und begabte Rednerin, zusammen mit Elizabeth Cady Stanton berief sie die Seneca Falls Convention ein.
- Elizabeth Cady Stanton (1815–1902) war eine eigenwillige und intelligente Frau, die sich besonders in Parlamenten mit scharfsinnigen Argumenten hervortat, in denen es um die Gesetze über das Eigentumsrecht verheirateter Frauen ging.
- Susan B. Anthony (1820–1906) war die ständige Helferin von Stanton, eine unermüdliche Organisatorin in der Angelegenheit der Frauen wie auch der Temperenzler und der Sklavenbefreiung.
- Lucy Stone (1818–1893) hatte schon auf dem Oberlin College einen Frauen-Debattier-Club gegründet und dann Vorträge zu Frauenrechten gehalten. Sie war die führende Frau bei der ersten Nationalen Convention 1850.
- Frances Dana Barker Gage (1808–1884) war eine Mutter von acht Kindern, die eine Petition an das Parlament von Ohio richtete, um den Ausdruck „white and male“ in einer neuen Verfassung tilgen zu lassen.
- Hannah Tracy Cutler (1815–1896) wurde von ihrem Vater ein Studium verweigert, deshalb studierte sie in ihrem Heim mit ihrem in Oberlin eingeschriebenen Ehemann Theologie und Recht. Später, mittlerweile verwitwet und Mutter von drei Kindern, konnte sie selbst einen Studiengang in Oberlin belegen. Sie hielt 1851 eine Serie von Vorträgen in London über Frauenrechte.

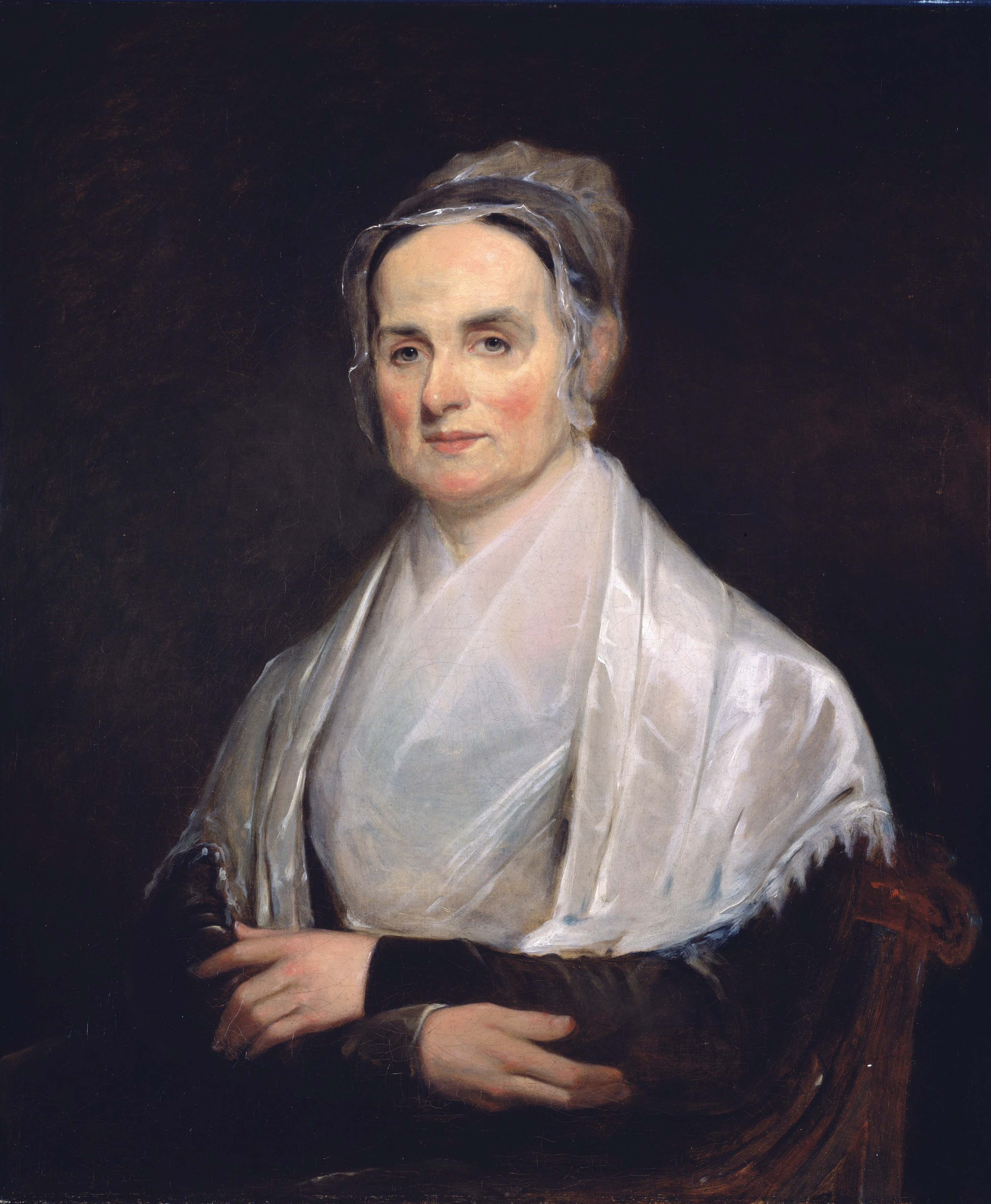
Lucretia Mott
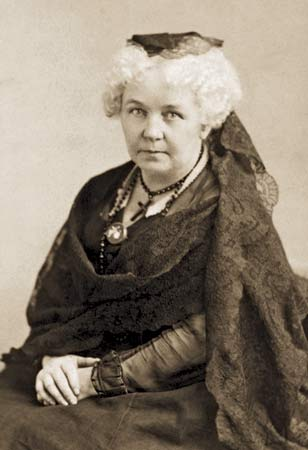
Elizabeth Cady Stanton
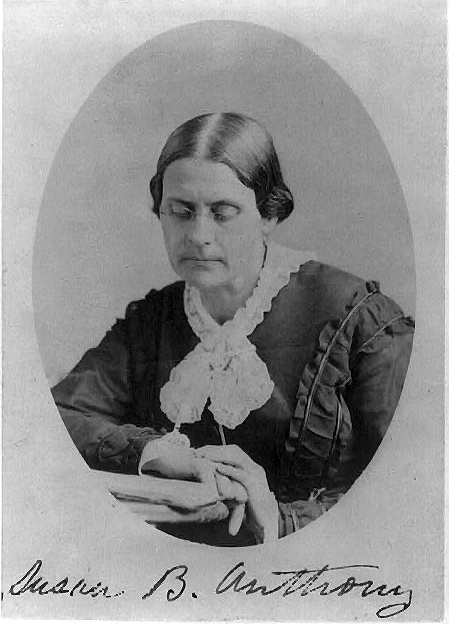
Susan B Anthony
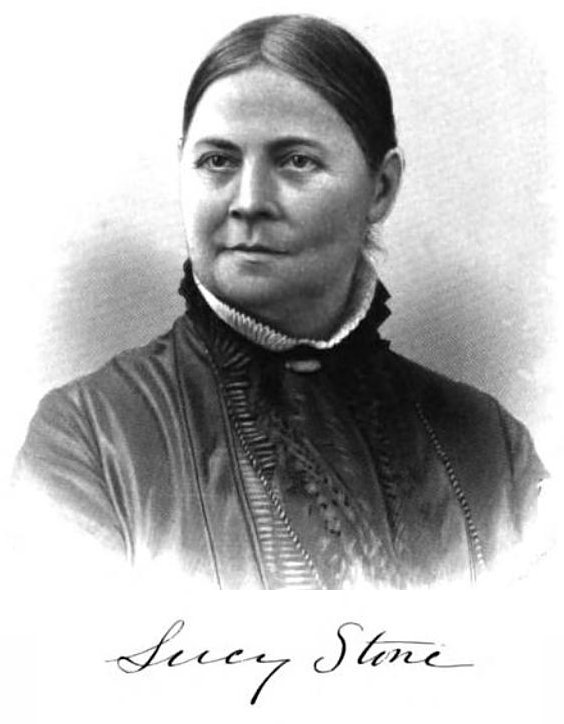
Lucy Stone
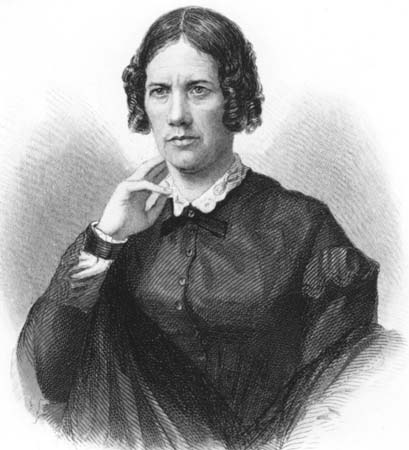
Frances Dana Barker Gage

Die zusammenhängende Bewegung um die Anführerinnen herum nahm immer mehr Form an, es wurde diskutiert, debattiert und argumentiert, so dass sich eine gemeinsame Überzeugung und Ideologie entwickelte. Diese enthielt nicht nur die allgemein gebilligten Ziele, sondern führte auch zur Entwicklung einer breit angelegten Vorgehensweise. Es wurde ein Lernprozess in Gang gesetzt und Anführerinnen – jede mit einer eigenen Gefolgschaft – kristallisierten sich heraus. Diese wurden wieder Vorbilder für neue Anhängerinnen. So entwickelte sich ein System der Kommunikation mit passenden „Heldinnen“ oder Vorbildern; die Komponenten einer sozialen Bewegung fügten sich zusammen.
In jeder Convention konnte über kleine Fortschritte berichtet werden: Veränderungen in bundesstaatlichen Gesetzen, zum Frauenwahlrecht bekehrte Abgeordnete oder Zeitungen, die positiv berichteten. Um 1860 herum hatte sich eine freundlich gesinnte Presse entwickelt und eine ernsthaftere öffentliche Debatte begonnen. Aber es hatte noch niemand das zentrale Problem angegangen oder gelöst: Die Männer machten alle Gesetze. Wie konnte oder sollte man sie überzeugen, die Macht zu teilen? Denn um an die Macht zu kommen, brauchten die Frauen das Wahlrecht, das nur die Männer besaßen und aus tief verwurzelter Überzeugung nicht teilen wollten. Es sollte noch viele Jahre dauern, bis eine Antwort auf diese Frage gefunden wurde.

## Frauenwahlrechtsbewegung vor und nach dem Bürgerkrieg – 1860 bis 1896
Um 1860 herum hatten sich schon einige Veränderungen bei bundesstaatlichen Gesetzen zum Eigentumsrecht von Frauen ergeben; eine beträchtliche Ausweitung der Mädchenerziehung und Frauenbildung hatte stattgefunden. Aber immer noch war das männliche Idealbild einer „wahren Frau“ die fromme, gehorsame und häusliche Ehefrau, die in ihrem Mann den Vormund und Beschützer sah und die ihren Wirkungskreis im Wesentlichen auf ihr Heim und ihre Familie begrenzte.
Und die meisten der betroffenen Frauen waren erschrocken darüber, dass die mutigeren Geschlechtsgenossinnen allmählich die Tabus der männerdominierten Gesellschaft zu brechen versuchten. Auch wenn sie innerlich oder im privaten Kreis Beifall zollten, waren sie zu ängstlich, es öffentlich zu tun.

### Politische Entwicklung und Alternativen
Mit dem Bürgerkrieg und der danach folgenden Zeit des Wiederaufbaus des Gesamtstaates, also der Reconstruction-Ära, die bis 1877 dauerte, kam es zu neuen Komplikationen. In dieser Zeit mussten die Frauen ihr Anliegen der Beteiligung an Wahlen zurückstellen, weil es Dringlicheres zu regeln galt.
Die Organisation der „Women’s National Loyal League“ war ja gegründet worden, um das 13. Amendment (in der Version von 1865) durchzusetzen. 400.000 Unterschriften unter den Petitionen trugen wesentlich dazu bei, dass das Amendment angenommen wurde. Damit wurde die Sklaverei beseitigt.
Dann ging es den meisten Frauen darum, auch das Wahlrecht für die ehemaligen Sklaven zu verankern. Sie dachten, damit ebenfalls ihre eigenen Interessen zu verfolgen. Wenn sie sich selbst als eine Art „Sklavin des Ehemannes“ sahen, hofften sie darauf, dass auch die übrigen Frauen zu dieser Erkenntnis kommen würden.
Das 14. Amendment verbot unter anderem, den männlichen Bürgern das Wahlrecht vorzuenthalten. Damit waren nun auch die ehemaligen männlichen Sklaven eingeschlossen, die nun in allen Bundesstaaten wählen durften.
Das 15. Amendment lautet übersetzt:
„Das Wahlrecht der Bürger der Vereinigten Staaten darf von den Vereinigten Staaten oder einem Einzelstaat nicht auf Grund der Rassenzugehörigkeit, der Hautfarbe oder des vormaligen Dienstbarkeitsverhältnisses versagt oder beschränkt werden.“
Leider fehlte in den Augen vieler Frauen der Zusatz „des Geschlechts“.
Auch in der Kombination all dieser neuen Zusatzartikel konnte man bei Prozessen bis zum Obersten Gerichtshof das Frauenwahlrecht in den nächsten Jahrzehnten nicht durchsetzen. Das Oberste Gericht setzte im Prozess „Minor gegen Happersett“ der sogenannten „Strategie des Aufbruchs“ ein Ende, indem er folgendermaßen entschied: „The Constitution of the United States does not confer the right of suffrage upon anyone.“ (deutsch: Die Verfassung der Vereinigten Staaten stattet niemanden mit dem Wahlrecht aus.)

### Aufspaltung der Frauenrechtsbewegung
Die Gründung der American Equal Rights Association (AERA) 1866 im Anschluss an die 11. National Women’s Rights Convention war aus verschiedenen Gründen ein Irrweg und Fehlschlag, Man wollte in einer Zeit das Frauenwahlrecht erreichen, wo es – hauptsächlich in den Augen vieler Männer – vor allem um die Absicherung des Wahlrechts für die befreiten Sklaven, also die männlichen Afroamerikaner, ging.
Die AERA führte 1867 zwei Hauptkampagnen durch. Im Staat New York, in dem man im Prozess der Revision der bundesstaatlichen Verfassung war, bemühte sie sich um Petitionen für das Frauenwahlrecht und um die Abschaffung von Eigentumsvoraussetzungen für die Wahl. In Kansas warb sie für Volksabstimmungen, in denen es um das Wahlrecht sowohl für Afroamerikaner als auch Frauen ging. Beide Ziele konnten nicht in Einklang miteinander gebracht werden, Denn die Abolitionisten glaubten, das Verlangen nach Frauenwahlrecht wäre ein unmittelbares Hindernis zur Erreichung des Wahlrechts für Schwarze. Auch in der Frauenbewegung gab es darüber unterschiedliche Ansichten.
Die AERA fuhr mit ihren Jahrestreffen fort, aber die wachsenden Differenzen machten eine Zusammenarbeit schwierig. Die Enttäuschung über das vorgeschlagene 15. Amendment war wegen der Nichtberücksichtigung des Ausdrucks „des Geschlechts“ besonders groß, Das AERA-Treffen 1869 signalisierte schon das Ende des Verbandes.
Im Mai 1869 gründeten Anthony, Stanton und andere die National Woman Suffrage Association (NWSA). Im November 1869 riefen Lucy Stone, Julia Ward Howe, Henry Blackwell und andere, von denen viele schon mitgeholfen hatten, ein Jahr zuvor die „New England Woman Suffrage Association“ zu begründen, die American Woman Suffrage Association (AWSA) ins Leben. In den nächsten 20 Jahren schuf die Rivalität dieser zwei Organisationen eine parteiische Stimmung, die sich sogar auf die Geschichtsdarstellung der Frauenbewegung verfälschend auswirkte.
Der unmittelbare Grund für die Spaltung war das vorgeschlagene 15. Amendment, das eben den Frauen immer noch nicht das Wahlrecht ermöglichte, da der Zusatz „des Geschlechts“ fehlte. Die beiden Organisationen unterschieden sich – bedingt durch ihre Anführerinnen – vor allem in ihrer zukünftigen Vorgehensweise. Stanton und Anthony wollten die Ideologie „des geheiligten Heims und der Mutterschaft“ der Frauen offensiv angehen und sahen das Frauenwahlrecht als Heilmittel an. Sie nutzten alle Gelegenheiten zu dramatischen Auftritten und wurden dadurch sehr bekannt. Stone und Blackwell wollten keine Furcht bei ihren Unterstützerinnen erregen. Sie vertrauten auf die soliden Informationen in ihrer Zeitschrift Woman’s Journal und auf die stille Arbeit in den einzelnen Bundesstaaten, die allmählich zu immer mehr Frauenwahlrechtsgesetzen in diesen Einzelstaaten führen sollten.

### Politische Versuche und Experimente
1872: Anthony nahm (zusammen mit einigen weiteren Frauen) an einer Wahl in Rochester teil, die zum Prozess und zur Verurteilung zu einer Geldbuße führte. Weil sie diese nicht bezahlte und das Gericht die Buße nicht eintrieb, konnte nicht bis zum Obersten Gericht geklagt werden.
Der schon erwähnte Prozess Minor gegen Happersett, der vor dem Obersten Gerichtshof geführt wurde, brachte als Ergebnis, dass es in der Verfassung kein Recht auf Frauenwahl gebe. Im Streitfall entschied der Oberste Gerichtshof 1875, dass die Vorrechts- oder Immunitätsklauseln des 14. Zusatzartikels kein Wahlrecht für Frauen bedeuteten oder dieses schützten.
1876: Vorlage der „Women's Declaration of Rights“ bei der Philadelphia Centennial Celebration. Die Petition von Anthony wurde von den Senatoren an eine nicht zuständige Kommission verwiesen. Alles verlief im Sande.
1878: Senator Aaron Sargent aus Kalifornien brachte den Antrag auf ein Amendment in den Kongress ein, das erst 1920 als 19. Amendment ratifiziert werden sollte, also 42 Jahre später. Es lautet übersetzt:
„Das Wahlrecht der Bürger der Vereinigten Staaten darf von den Vereinigten Staaten oder einem Einzelstaat nicht auf Grund des Geschlechts versagt oder beschränkt werden. Der Kongress ist befugt, diesen Zusatzartikel durch entsprechende Gesetze zur Durchführung zu bringen.“

### Gesellschaftlicher Wandel: Anwachsen der Frauenorganisationen
Im letzten Drittel des 19. Jahrhunderts, also im Zeitalter der Industrialisierung, gab es viele wichtige gesellschaftliche Änderungen und Entwicklungen. Die Frauen erwarben insgesamt eine höhere Bildung und Ausbildung. Es entstanden viele Vereine, die sich auch um die Belange der Frau in der Gesellschaft kümmerten. Frauen trafen sich in Clubs und Wohltätigkeitsvereinen.

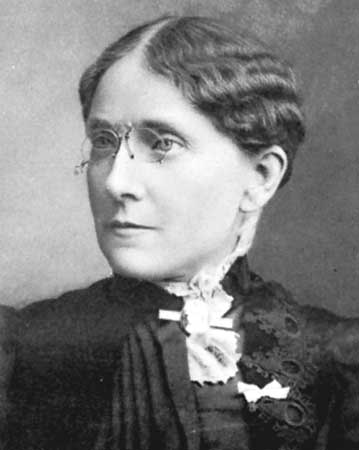
Frances Willard, eine der bekanntesten Frauen der Vereinigten Staaten

Der wichtigste Verein war die WCTU, die Woman’s Christian Temperance Union. Es ging in diesem Verein nicht nur um ein Verbot der Produktion und des Vertriebs von Alkohol. Unter der Führung von Frances Willard mobilisierte die WCTU auch konservative Frauen für den Kurs in Richtung Frauenwahlrecht und für andere gesellschaftspolitische Themen.
Als im Jahre 1879 Willard zur Präsidentin der WCTU gewählt wurde, war die WCTU mit 27.000 Mitgliedern bereits zur größten Frauenorganisation des Landes herangewachsen. Unter Frances Willards Führung kämpfte die WCTU für das Frauenwahlrecht und den Acht-Stunden-Tag, führte die Abstinenzbewegung, unterstützte die Kindergartenbewegung, trat für die Gefängnisreform ein, forderte Modelleinrichtungen für behinderte Kinder und warb für Bundeshilfen in Sachen Allgemeinbildung und Berufsausbildung. Sie vertrat den christlichen Sozialismus, schloss sich den Knights of Labor im Kampf um den Acht-Stunden-Tag an und organisierte 1882 in der Prohibition Party die Kampagne gegen den Verkauf von Alkohol.
Diese vielen neuen Vereine waren eine Art Trainingsschulen der Frauen. Sie lernten Organisation, Führungsverhalten, öffentliches Sprechen und die Vertretung gemeinsamer Interessen. Viele Mitglieder waren mit den beiden Frauenrechtsvereinen gleichermaßen gut verbunden und deren Führerinnen und Führer waren in gleicher Weise willkommen.

### Wiedervereinigung der Frauenrechtsbewegung 1890
Die AWSA war ursprünglich die stärkere der beiden rivalisierenden Frauenrechtsorganisationen gewesen, verlor aber in den 1880er Jahren an Kraft und Wirksamkeit. Stanton and Anthony, die führenden Figuren in der konkurrierenden NWSA, waren weitaus bekannter und setzten die Ziele der Bewegung; manchmal unter der Anwendung wagemutiger Taktiken. Anthony unterbrach beispielsweise die offiziellen Feiern zum 100. Jahrestag der U.S. Declaration of Independence, um die „Declaration of Rights of Women“ ihrer NWSA zu präsentieren.

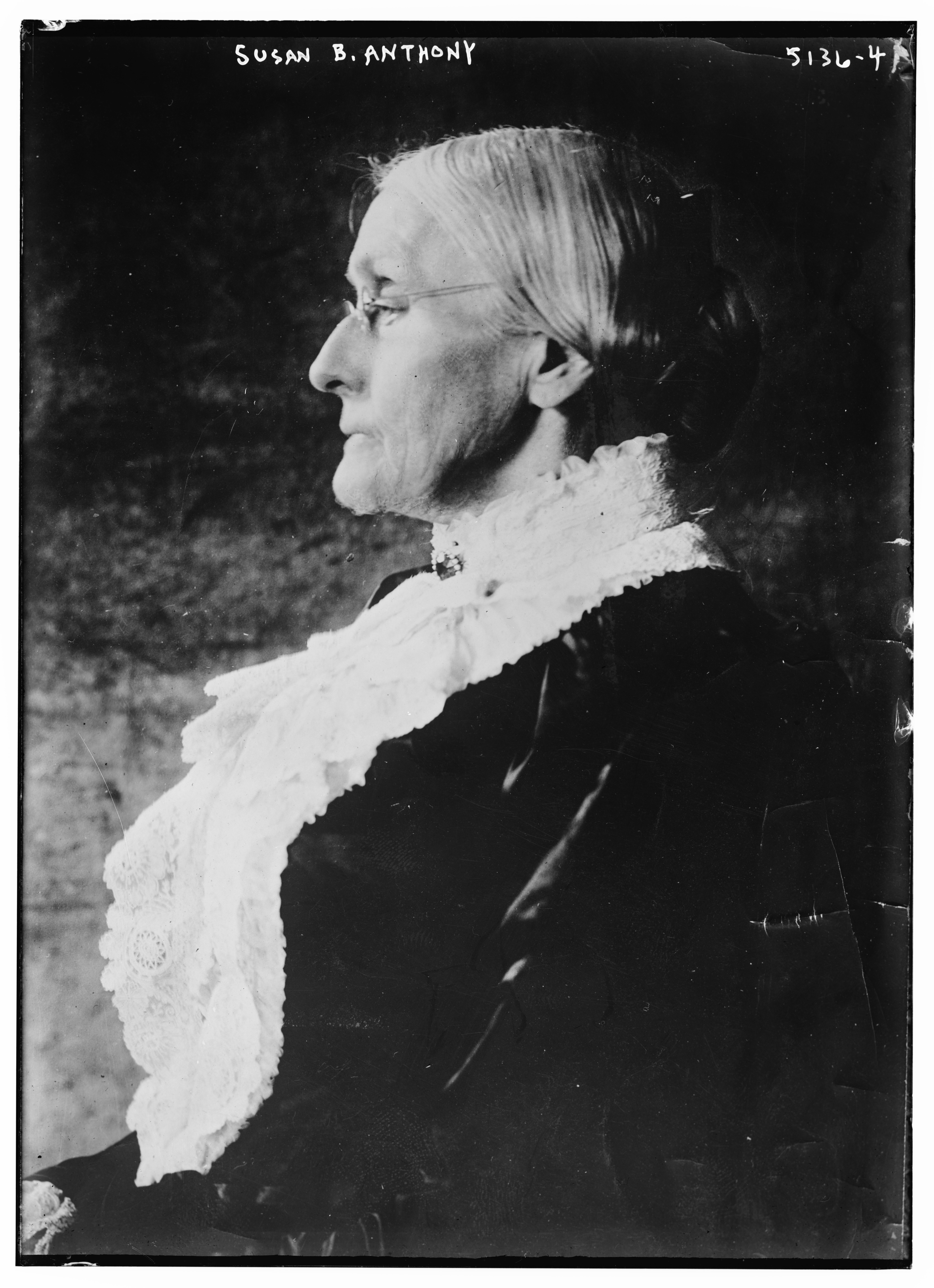
Susan B. Anthony um 1900

Mit der Zeit näherten sich beide Organisationen einander wieder an, denn die jüngeren Mitglieder verstanden überhaupt nicht, warum es unter den älteren Führerinnen solche Animositäten gab. Weiterhin waren 1887 die Hoffnungen der NWSA auf ein bundesweites Amendment zum Frauenwahlrecht endgültig zerstört worden, als der Senat dagegen stimmte. Man wandte sich wieder stärker den einzelnen Bundesstaaten zu, wo die Anstrengungen auch noch nicht zu großen Erfolgen geführt hatten. In zwei Staaten hatte man das Frauenwahlrecht erreicht, in Colorado und Idaho.

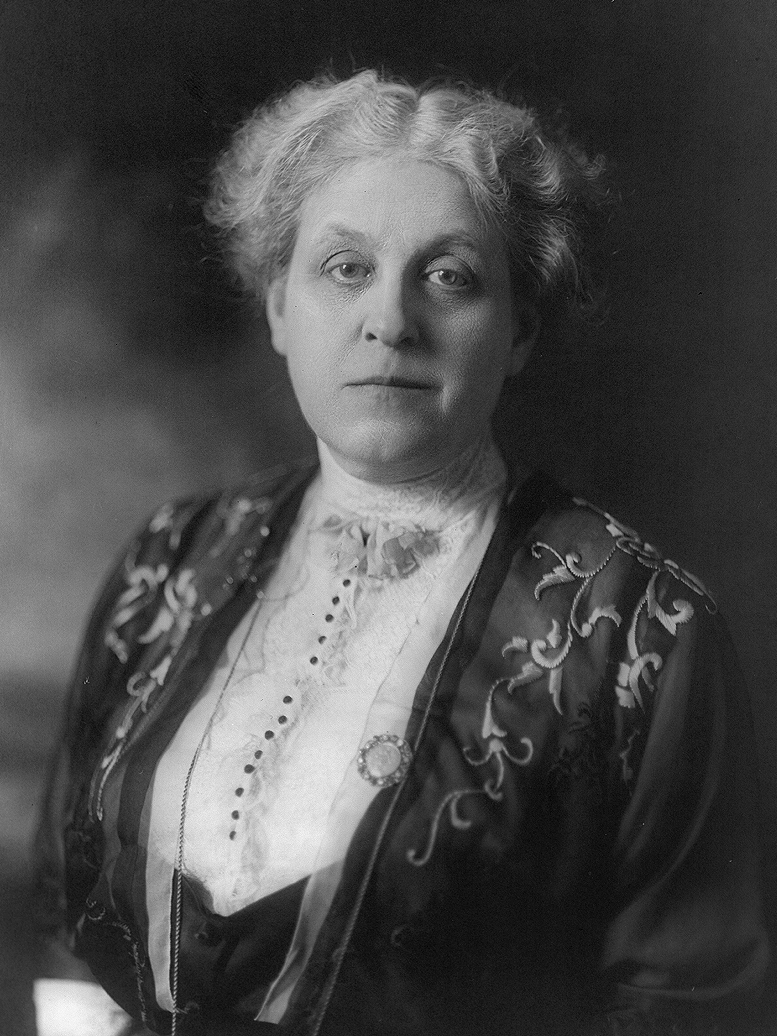
Carrie Chapman Catt

Alice Stone Blackwell, Tochter der AWSA-Führer Lucy Stone and Henry Blackwell, hatte große Verdienste durch ihr Bemühen, die beiden Organisationen zusammenzubringen. 1890 vereinigten sich die zwei Organisationen zur National American Woman Suffrage Association (NAWSA). Die Frauenbewegung ließ nach dem Zusammenschluss in ihrer Stärke und Wirksamkeit nach. Als 1895 Carrie Chapman Catt Vorsitzende des Organisationskomitees wurde, begann sie mit der Wiederbelebung der Organisation. Sie entwickelte Arbeitspläne mit klaren Zielen für jeden Bundesstaat und jedes Kalenderjahr. Sie löste zwar 1903 Anthony im Vorsitz ab, musste sich aber wegen der Krankheit ihres Mannes für einige Jahre aus der Vereinstätigkeit zurückziehen. Erst 1915 kehrte Catt wieder zurück in den Vorsitz, löste Anna Howard Shaw ab, die keine gute Verwalterin gewesen war, und durfte ihr eigenes Vorstandsteam bestimmen. Sie verwandelte die früher lose strukturierte Organisation in einen hoch zentralisierten und effektiven Verein. Aber viele Jahre waren verstrichen, die Gesellschaft und die Wirtschaft hatten sich stark verändert.

## Die Wendezeit – 1896 bis 1916

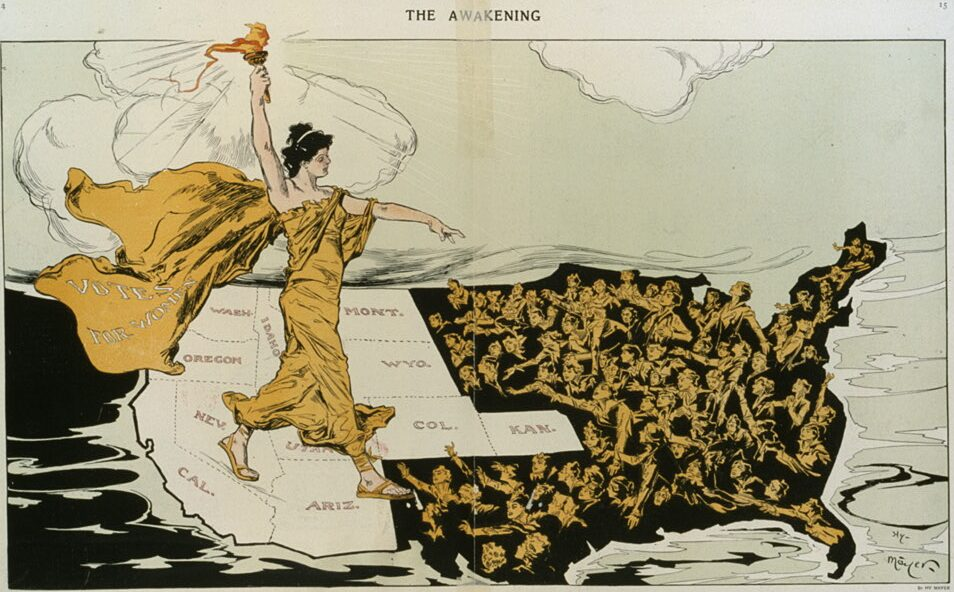
Die Erweckung aus dem Westen, die Frauen des Ostens kämpfen noch verzweifelt (1905)

Die Wendezeit, in der es zu einer erfolgreichen Wende in der Wahlrechtsbewegung der Frauen kam, und die Zeit des Endspurts und Sieges beim Erreichen des 19. Amendments fallen beide in die spezielle Progressive Era der US-amerikanischen Geschichte.
Diese rund 30 Jahre dauernde „Periode des Fortschritts“ (1890–1920) war ein Zeitabschnitt ausgedehnter gesellschaftlicher Aktivitäten und politischer Reformen in den Vereinigten Staaten. Damals ging man daran, die Probleme zu beseitigen, die durch die Industrialisierung, die Verstädterung, die Einwanderung und die politische Korruption entstanden waren. Man regulierte die Wirtschaft durch die Antitrust-Gesetzgebung, um mehr Wettbewerb zu fördern. Viele Progressive unterstützten die Prohibition alkoholischer Getränke, manche taten dies aus religiösen Gründen. Gleichzeitig wurde auch das Frauenwahlrecht unterstützt, um ein „reineres“ weibliches Stimmrecht in der politischen Arena zu haben.
So ist es auch kein Zufall, dass 1920 mit dem Erreichen des 19. Amendments, der Einführung des Wahlrechts für Frauen, die „Progressive Era“ zu Ende ging.

### Die Ära der Neuen Frau

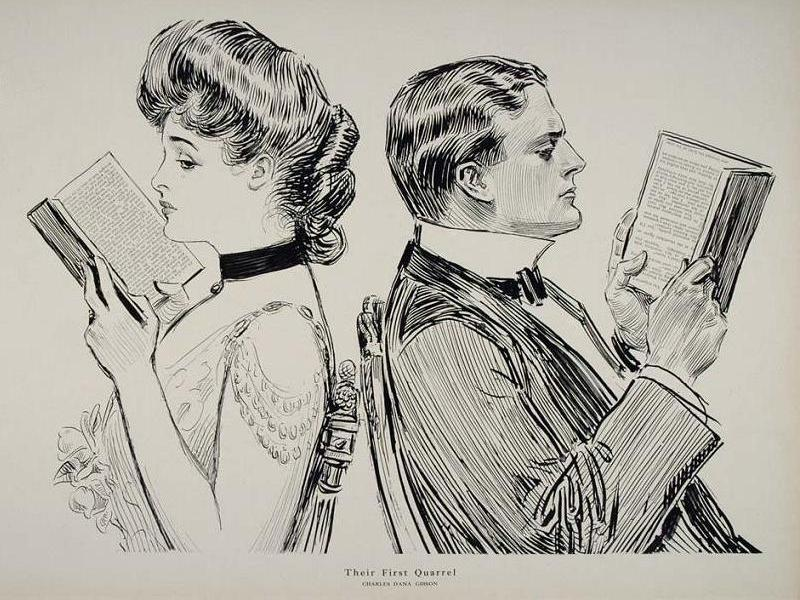
Their First Quarrel (dt. Ihr erster Streit), ist eine Illustration (1914) von Charles Dana Gibson. Das Gibson Girl war eine glamouröse Version der Neuen Frau.

Obwohl es für die Zeitgenossen nicht immer so offensichtlich war, hatte sich die Stellung der Frauen in der Gesellschaft des letzten Drittels des 19. Jahrhunderts stark verändert. Die Frauen hatten als soziale Gruppe seit der Mitte des Jahrhunderts eine erstaunliche progressive Entwicklung durchgemacht. In jedem Teil des Landes und auf verschiedenen Wegen brachen sie aus ihrer begrenzten häuslichen und familiären Sphäre aus, um wichtigere Rollen im öffentlichen und politischen Leben zu übernehmen.
Für die Entwicklung dieser „Neuen Frau“, die das wachsende Interesse bei Gesellschaftskritikern und Kommentatoren erregte, waren einige Faktoren maßgeblich:
- Die fallende Geburtenrate, die sie im Bereich Familienarbeit und Mutterdasein entlastete,
- das zunehmende Bildungsniveau, das ihr beruflich anspruchsvolle Tätigkeiten ermöglichte und ihr mehr Selbstbewusstsein und Eigenständigkeit gab,
- die veränderten Arbeitsbedingungen der sich entwickelnden Industrie- und Dienstleistungsgesellschaft, und
- die Bewusstseinsveränderungen durch Freiwilligenarbeit in Vereinen und Clubs, die ihr auch die nötigen politischen und gesellschaftlichen Zusammenhänge verdeutlichte und Zugänge öffnete.

Diese Eigenständigkeit und Unabhängigkeit war nicht einfach eine geistige Angelegenheit, sie brachte auch einen äußerlich sichtbaren Wandel hinsichtlich der Verhaltensweisen und der Kleidung der Frau mit sich. Beispielsweise erhöhte sie durch die Aktivität als Radfahrerin die Möglichkeit, sich weiträumiger und aktiver mit der Welt und ihren Problemen auseinanderzusetzen. Und sie musste sich auch anders anziehen, um mit dem Radfahren oder den aufkommenden sportlichen Betätigungen gut umgehen zu können. Korsetts und bodenlange Kleider waren da nur hinderlich. Die Neue Frau durchbrach allmählich die Begrenzungen, die ihr durch eine männerdominierte Gesellschaft gesetzt worden war. Klar war auch, dass es vor allem die gut ausgebildeten Frauen der Oberschicht und der Mittelklasse, also des gehobenen Bürgertums, waren, die dieses Bild der Neuen Frau verkörperten.
Es ist einsichtig, dass es für die bürgerlichen Frauen besonders dringlich war, das politische Monopol der Männer in der Politik zu brechen. Das wirksamste Mittel dafür war nach wie vor die Einführung des Frauenwahlrechts.

### Die Opposition organisiert sich

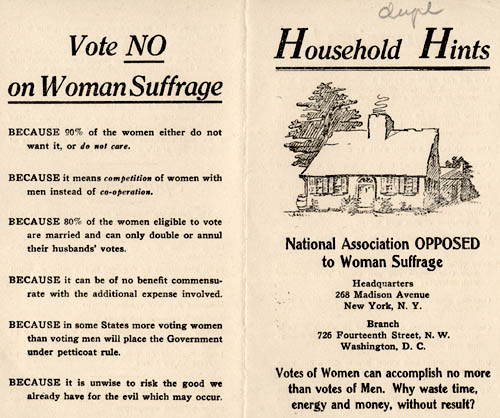
Flugblatt gegen das Frauenwahlrecht, von der NAOWS um 1910 herum verteilt

Als Mitte des 19. Jahrhunderts die Bewegung hin zum Frauenwahlrecht begann, war die Ablehnung dieser Forderung bei den Männern (aber auch bei vielen Frauen) so allgemein, dass keine formale Opposition nötig erschien. Erst 1872 bildete sich die „Anti-Suffrage-Group“ in Boston. Allmählich kamen solche Gruppen in rund 20 Bundesstaaten hinzu. 1911 wurde die National Association Opposed to Woman Suffrage (NAOWS) gegründet.
Das abgebildete Flugblatt, das an Haushalte verteilt wurde, macht einige der Argumente deutlich, warum gerade auch Frauen das Wahlrecht nicht wollten. Der letzte Punkt auf der linken Seite des Blattes scheint besonders durchschaubar zu sein:
„Vote No on Woman Suffrage, because it is unwise to risk the good we already have for the evil which may occur.“
(deutsch: „Stimme mit Nein beim Frauenwahlrecht, weil es unweise ist, das Gute, das wir schon besitzen, für das Böse zu riskieren, das möglicherweise entsteht.“)

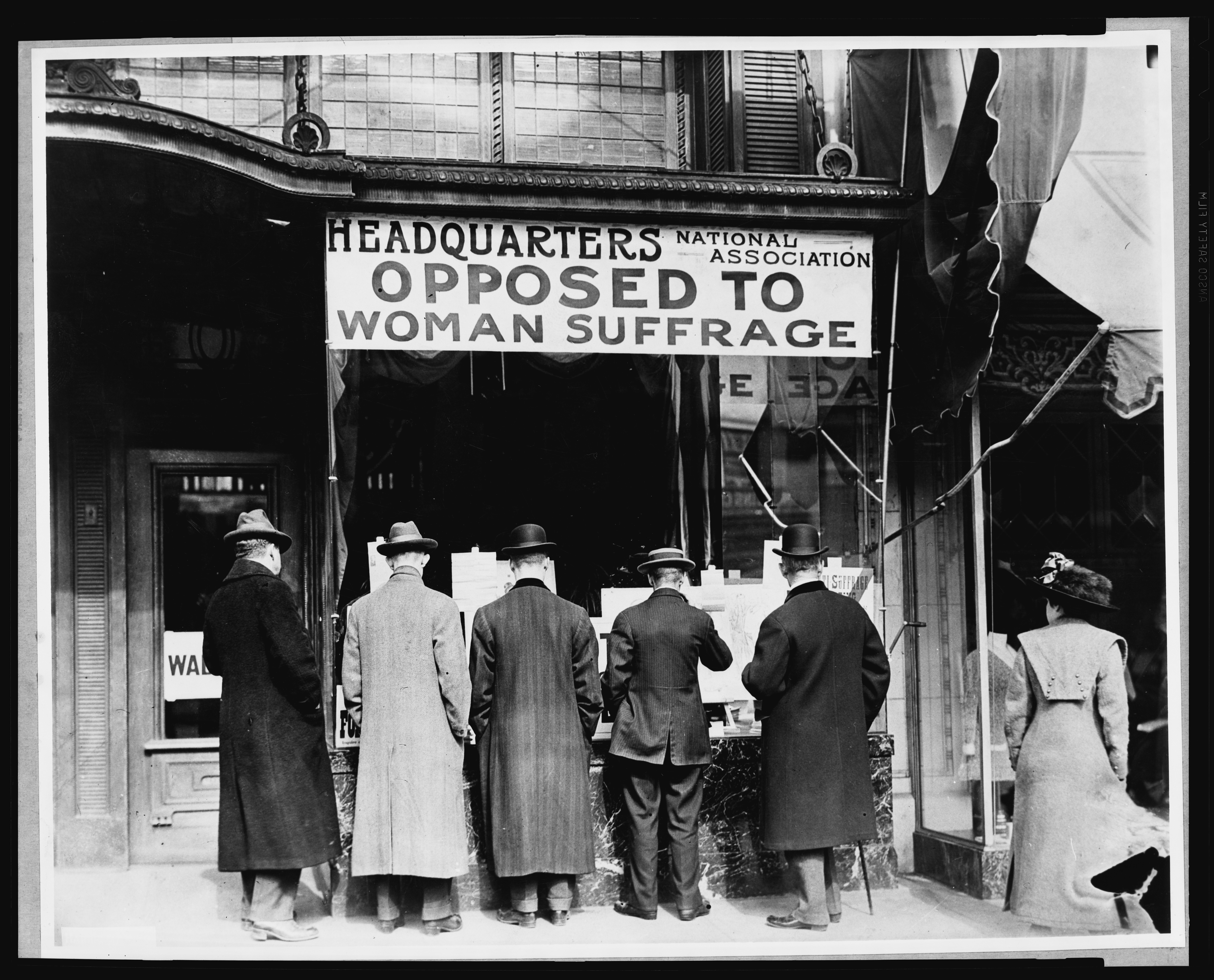
Opposition gegen das Frauenwahlrecht

Die Gründe, warum Männer das Frauenwahlrecht ablehnten, waren vielfältig; es lag ihnen ein großes Reservoir von Sorgen und Beunruhigungen zugrunde, wenn folgende überkommenen Grundsätze nicht mehr gelten sollten:
- Gott und Paulus hatten der Frau doch – gemäß der Bibel – eine untergeordnete Rolle zugewiesen.
- Es war doch eine biologische Gegebenheit, dass der Mann rational, die Frau vor allem emotional war.
- Frauen waren doch seit je her zu schwach für die Politik und zu anfällig für die Korrumpierung durch andere Politiker.
- Von Natur aus gab es doch von Anfang eine geschlechtsspezifische Arbeitsteilung, sollte die jetzt durch das Wahlrecht zerstört werden?
- Ein solches Wahlrecht sei doch unbedeutend, warum sollte eine Frau, die Mutter werden konnte, ein solches triviales Recht fordern?

Und es gab natürlich Gruppen von wirtschaftlich oder politisch an der Vermeidung des Frauenwahlrecht interessierten Männern. Die Brauer und Alkoholproduzenten hatten Angst, dass die Frauen in Zukunft ein Alkoholverbot durchsetzen würden. Textilfabrikanten hatten Angst, dass Frauen sich für das Verbot von Kinderarbeit und für Arbeitsschutzgesetze starkmachen würden. Lokalpolitiker hatten Angst, weil Frauen die Absicht hatten, in den Kommunen „aufzuräumen“, und Kongressabgeordnete hatten Angst, dass ihr Verhalten und ihre Finanzen „durchleuchtet“ werden würden. Südstaaten-Politiker hatten zusätzlich verschiedene Befürchtungen, wenn sie an den Status der ehemaligen Sklaven dachten und die Ungerechtigkeiten, die es immer noch gab.

### Neuer Organisationseifer

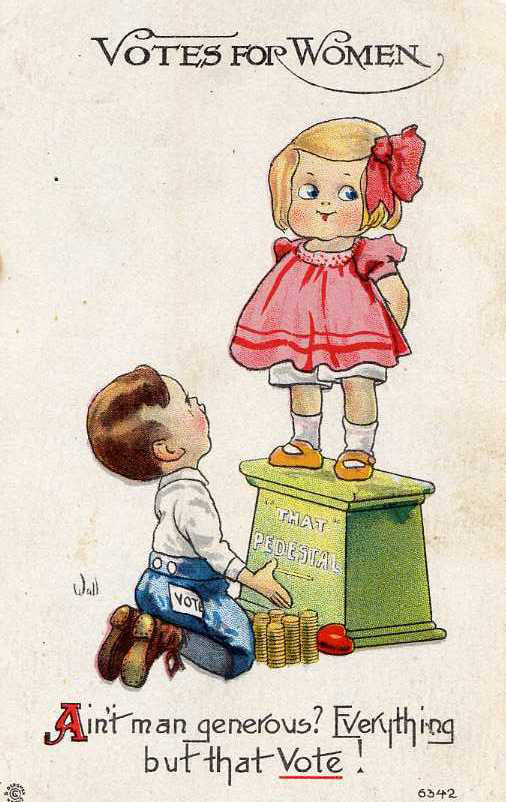
Postkarte von 1915

Der „Progressivismus“ brachte einen Wandel in der politischen Atmosphäre mit sich, und auch bei der Frauenrechtsbewegung tat sich viel. Junge Leute wurden durch die gesellschaftlichen und politischen Aktivitäten angezogen. Ihre Begeisterung wurde begleitet von der Bereitschaft, die Grenzen der gesellschaftlichen Klassen zu überschreiten, sich mit ökonomischen Fragen zu beschäftigen und in öffentlichen Kundgebungen zu engagieren.
Diese Energie zeigte sich deutlich im Anwachsen der örtlichen Wahlrechtsgruppen und bei der Bildung neuer Gruppen neben den traditionellen. Nach Jahren langsamen Wachstums bekam die Wahlrechtsbewegung allmählich das Erscheinungsbild einer Massenbewegung. Man experimentierte auch mit unterschiedlichen Formen der Werbung und der Tür-zu-Tür-Kampagnen.
Den jungen Amerikanerinnen wurde zunehmend deutlich, dass sich in England ein militanter Flügel der englischen Wahlrechtsbewegung herausgebildet hatte. 1903 hatten Emmeline und Christabel Pankhurst, Mitglieder der Labour Party, die Women's Social and Political Union (WSPU) ins Leben gerufen. Und seit 1905 experimentierten sie mit dramatischen und Aufsehen erregenden Taktiken. Diese Aktionen der Suffragetten brachten zum ersten Mal ein beträchtliches Presseecho mit sich.
In vielfältiger Weise begann man in vielen Teilen des Landes Kampagnen zu organisieren und erreichte vor allem im Westen zwischen 1910 und 1913 Erfolge:
- Im Bundesstaat Washington wurde nach ruhigem Wahlkampf, der planmäßig in jedem Distrikt geführt wurde, das Wahlrecht eingeführt. Emma Smith DeVoe hatte ihre Fähigkeiten bei Carrie Chapman Catt entwickeln können und erzielte einen begeistert aufgenommenen Erfolg.
- In Kalifornien siegte man mit Hilfe ähnlicher Wahlkampfmethoden zwar nur knapp, aber ab 1911 konnten Frauen nun schon in sechs westlichen Bundesstaaten wählen.
- Der dritte Durchbruch kam in Illinois, wo man das „Wahlrecht der Frauen für Präsidentschaftswahlen“ einführte (da dafür kein Amendment nötig war).
- Ausgehend von New York kam es in den gesamten USA von 1910 an zur Gründung von unterstützenden Organisationen wie der Men's League.

### Innerer Wandel und erneute Spaltung

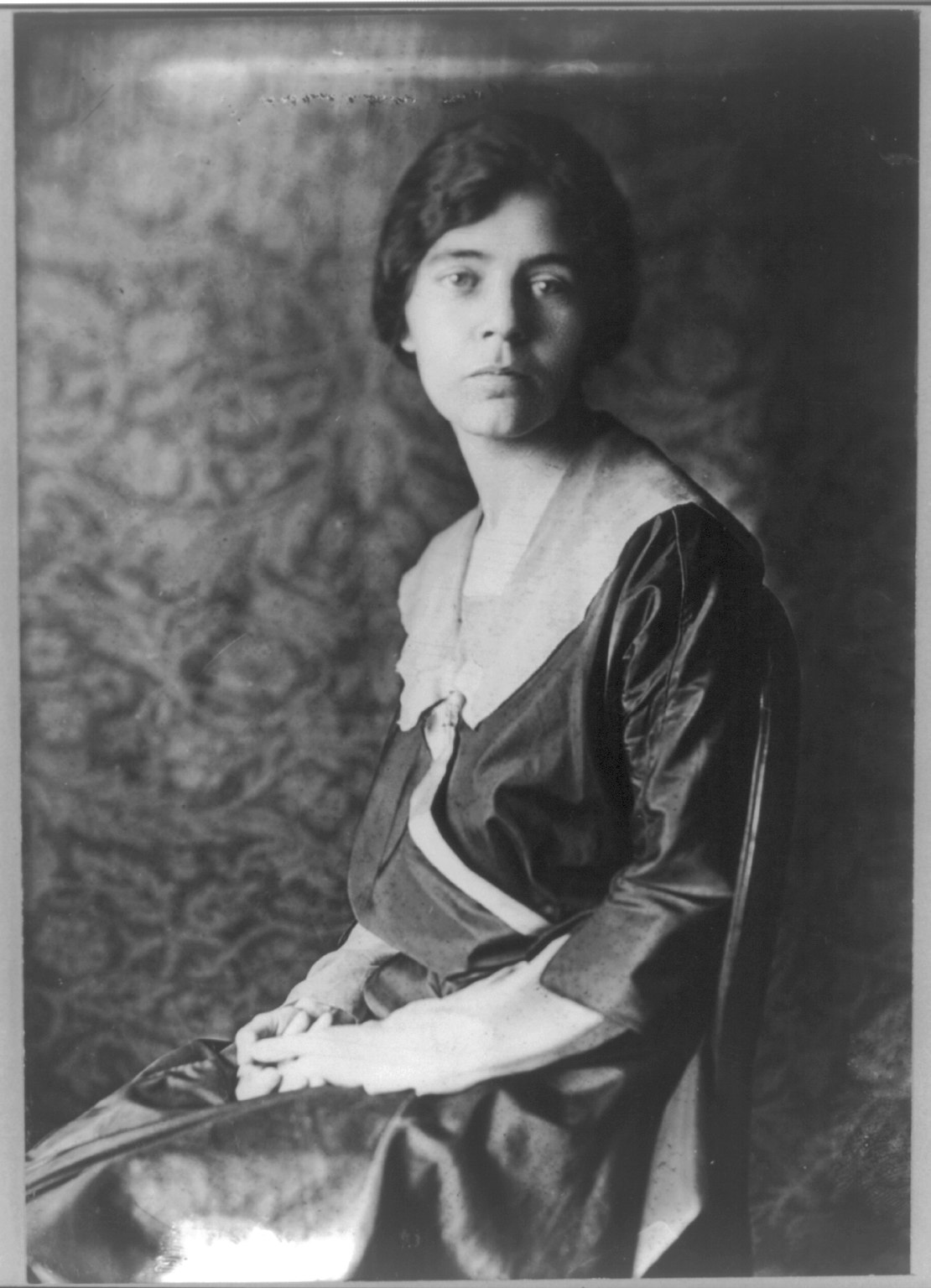
Alice Paul

Zwischen 1910 und 1916 gab es große Unruhen im Vorstand der NAWSA, beinahe hätte sich die Organisation durch die inneren Konflikte selbst zerstört. 1912 boten zwei junge Frauen, die einige Zeit in England verbracht hatten und dort Teil der militanten Bewegung gewesen waren, Alice Paul und Lucy Burns, ihre Mitarbeit an. Sie wurden nach Washington D.C. in das „Congressional Commitee“ (Kongresskomitee) geschickt, wo sie bald Aufsehen erregen sollten, denn sie waren beauftragt, die Bewegung in Richtung auf ein Amendment zum Frauenwahlrecht voranzubringen.
Zusammen mit der Mitarbeiterin Burns organisierte Paul 1913 eine „Suffrage Parade“, Woman Suffrage Procession genannt. Sie fand in der Hauptstadt Washington am Tag vor der Inauguration des Präsidenten Woodrow Wilson statt. Männliche Gegner des Marsches verwandelten das Ereignis durch Pöbeleien und Angriffe auf Frauen nahezu in ein Desaster; nur durch das Eingreifen einer Kavallerieeinheit konnte die Ordnung wieder hergestellt werden. Die öffentliche Empörung über den Vorfall, der dem Polizeichef danach den Job kostete, brachte der Bewegung weithin Bekanntheit ein und gab ihr einen neuen Anschub.

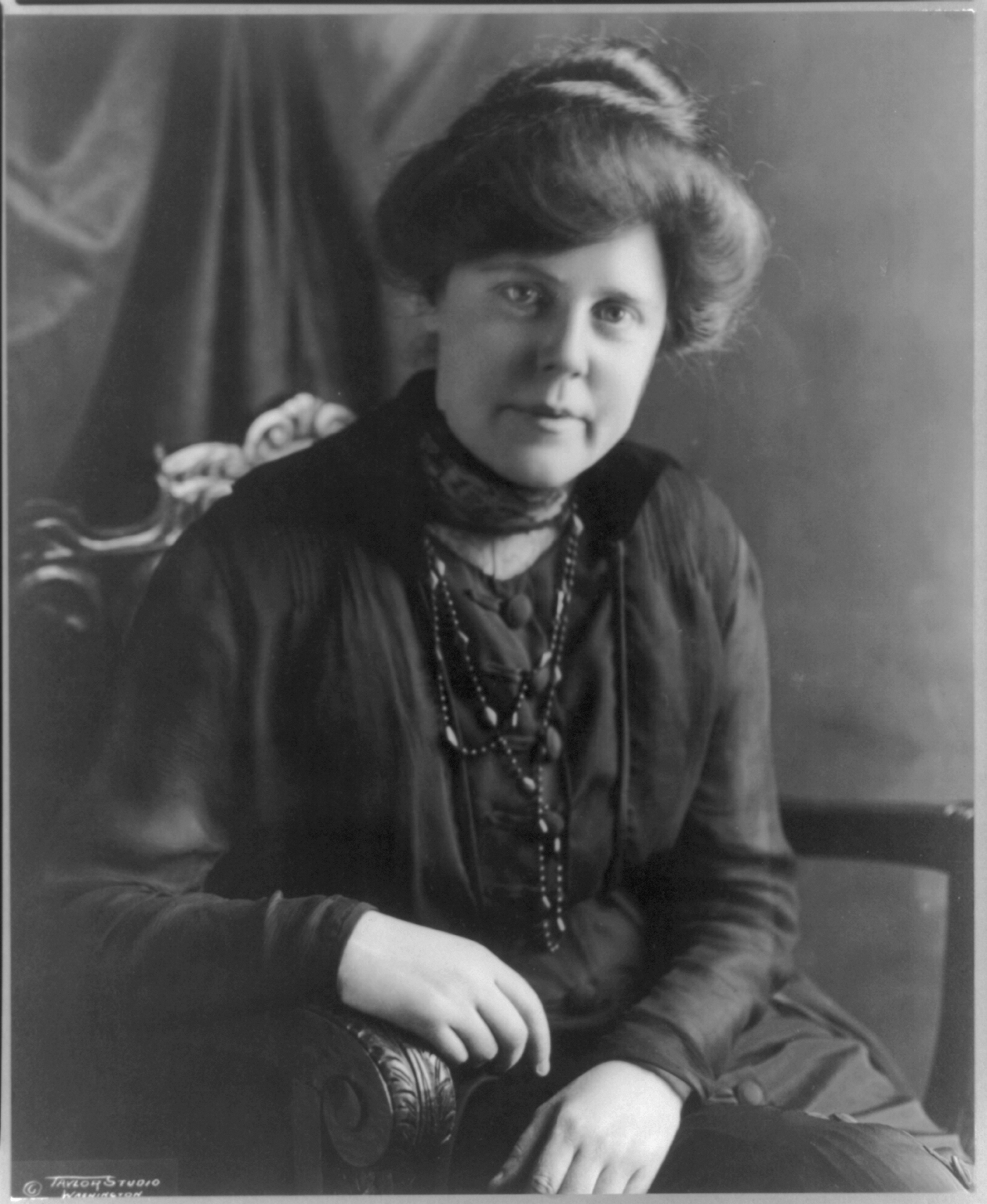
Lucy Burns

Paul und Burns verstanden aber die wesentlichen Unterschiede nicht, die das englische parlamentarische System vom amerikanischen unterschied. Während die NAWSA immer den Standpunkt vertreten hatte, dass die Zwei-Drittel-Mehrheit bei beiden Parteien des Kongresses gefunden werden müsse und man keinen parteiischen Standpunkt einnehmen dürfe, wollten Paul und Burns die Mehrheitspartei in Repräsentantenhaus und Senat dafür verantwortlich machen, wenn es zu keinem Amendment käme, und eine Opposition gegen die Demokratische Partei organisieren.
Aber in den Vereinigten Staaten gab es keine solche Parteidisziplin wie im englischen Parlament, in dem man ja auch durch eine einfache Mehrheit der regierenden Partei das Gesetz zum Frauenwahlrecht einführen konnte. In den Vereinigten Staaten musste ein Amendment mit Zwei-Drittel-Mehrheit in beiden Häusern beschlossen und dann von einer großen Mehrheit der Bundesstaaten ratifiziert werden. Die Opposition gegen eine Partei erwies sich dabei als kontraproduktiv.
Nachdem 1913 Paul und Burns eine eigene Lobby-Gruppe, genannt die „Congressional Union“, gegründet hatten, um ihre Taktik zu verfolgen, entzog die NAWSA ihnen die Unterstützung und machte weiter mit ihrer Praxis, jeden Kandidaten zu unterstützen, der das Frauenwahlrecht befürwortete, ohne auf seine Parteizugehörigkeit zu schauen.
1916 begründete Paul die National Woman’s Party (NWP). Erneut war die Frauenbewegung gespalten, aber dieses Mal war das Ergebnis so etwas wie eine Aufteilung der Arbeit. Die NAWSA polierte ihr Image von Respektabilität auf und beteiligte sich an gut organisierter Lobby-Arbeit auf nationaler und bundesstaatlicher Ebene. Die kleinere NWP war auch um Lobbying bemüht, wurde aber zunehmend bekannt für ihre Aktivitäten, die auf dramatischen und konfrontierenden Aktionen beruhten, die meist in der Hauptstadt stattfanden.

### Die Wahl von 1916 – Strategiewechsel zum Nationalen Amendment
1916 war das Frauenwahlrecht ein großes nationales Anliegen geworden und die NAWSA war zur größten Freiwilligenorganisation der Vereinigten Staaten mit zwei Millionen Mitgliedern herangewachsen. In den Parteikongressen dieses Jahres hatten beide Parteien das Frauenwahlrecht unterstützt, aber nur auf bundesstaatlicher Basis, mit der Konsequenz, dass die einzelnen Staaten das Wahlrecht in unterschiedlicher Art und Weise einführen konnten oder (in einigen Fällen) auch nicht.
Da sie mehr erwartet hatte, berief Catt einen Sonderkongress der NAWSA ein und schlug etwas vor, was als der „Winning Plan“ (Plan für den Sieg) bekannt wurde. Die Konferenz veränderte die Vereinsstrategie und billigte ihren Vorschlag, das nationale Amendment zur Priorität für die ganze Organisation zu machen. Der Vorstand wurde ermächtigt, einen Arbeitsplan auszuarbeiten, der dieses Ziel in jedem Bundesstaat umsetzen sollte, mit der Möglichkeit, die Arbeit in jeder bundesstaatlichen Unterorganisation zu übernehmen, die damit nicht einverstanden wäre.

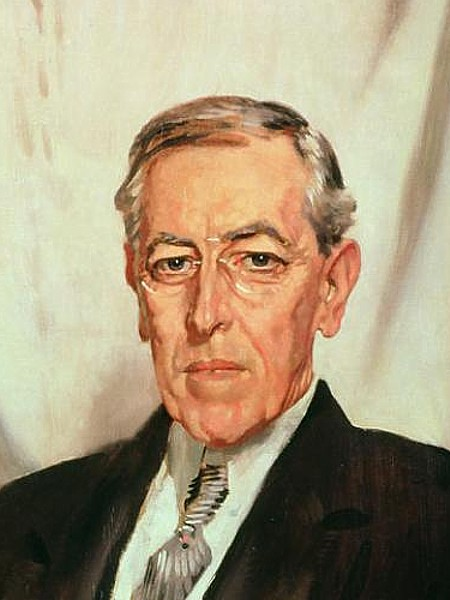
Präsident Wilson (1919)

Wilson erhielt 1916, er hatte seinen Wahlkampf quer durch das Land mit den Slogans „Frieden und Fortschritt“ geführt, drei Millionen Stimmen mehr als 1912. Es waren, wie Analysen zeigten, auch viele weibliche Wähler, die zum Ansteigen der Stimmenzahl geführt hatten. Signifikant war dies in den Staaten Kalifornien, Idaho, Utah und Arizona gewesen. Man konnte als Politiker die Lehre daraus ziehen: Frauen wählten in Staaten, die insgesamt hundert „Electoral Votes“ (Wahlmännerstimmen) ausmachten. Die Kandidaten mussten nun aufpassen und sich darum kümmern, denn nun hing ihre Machtstellung – durch die Wahl oder Wiederwahl – auch von den weiblichen Wählern ab.
Als sich der 64. Kongress am 4. Dezember 1916 traf, um Präsident Wilsons „Botschaft an den Kongress“ anzuhören, erwähnte der überzeugend wiedergewählte Präsident das Frauenwahlrecht mit keinem einzigen Wort. Doch dieses Problem konnte man nicht mehr ignorieren, in dieser Reformzeit, der „Progressive Era“, ging es nicht mehr darum, ob das Frauenwahlrecht kommen würde, es ging nur noch darum, wann dies geschehen würde.

## Sieg des Frauenwahlrechts – 1917 bis 1920
Der Erste Weltkrieg hatte eine grundlegende Auswirkung auf das Frauenwahlrecht in den Reihen der kriegsteilnehmenden Nationen. Frauen spielten eine wesentliche Rolle an der jeweiligen Heimatfront, und viele Länder würdigten ihre Leistungen durch die Einführung des Frauenwahlrechts während des Krieges oder kurz nach dem Krieg, wozu auch die Vereinigten Staaten zu zählen sind.

### Kriegseintritt der Vereinigten Staaten

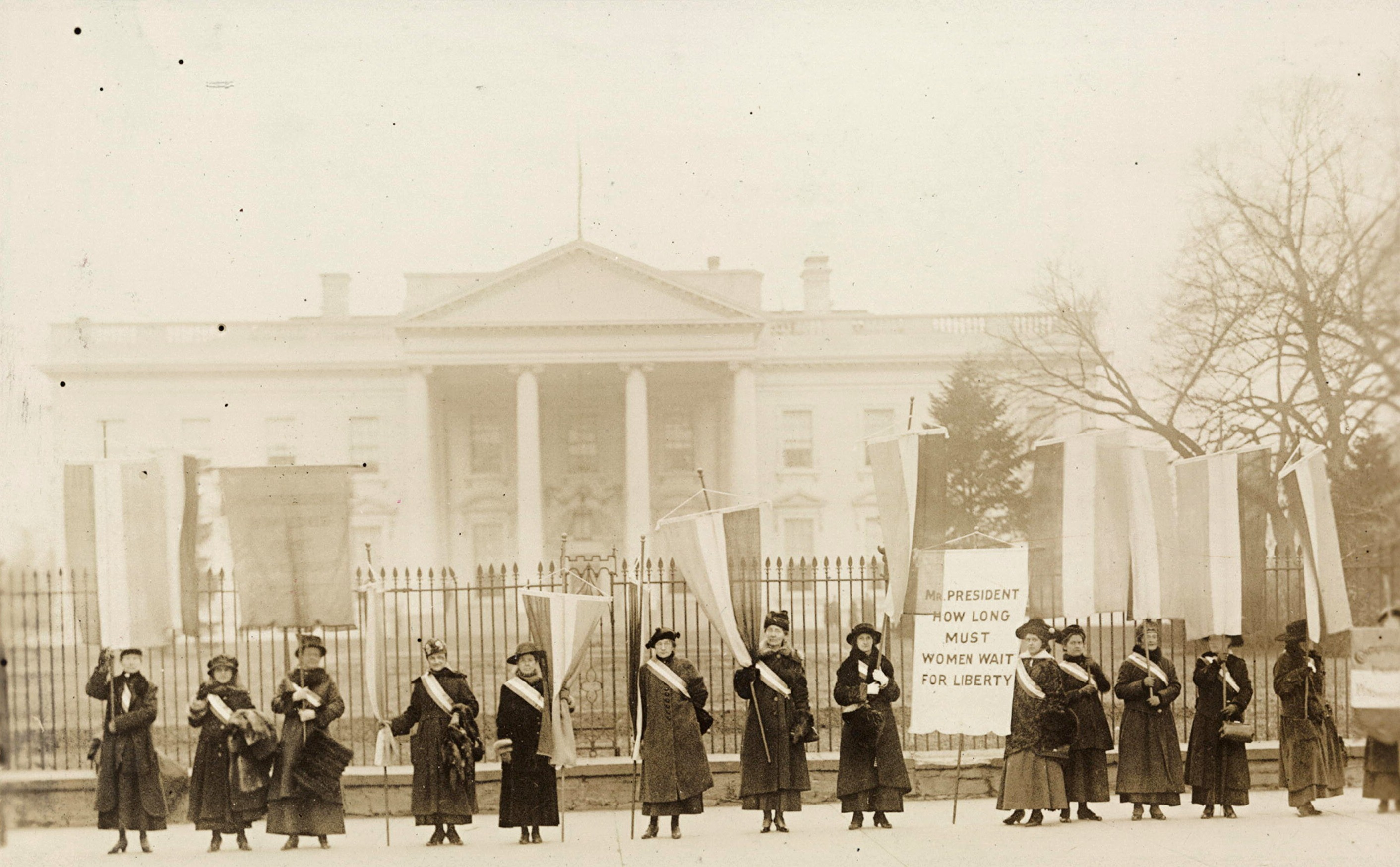
Mitglieder der NWP vor dem Weißen Haus

Der Eintritt der USA in den Ersten Weltkrieg im April 1917 hatte einen entscheidenden Einfluss auf die Wahlrechtsbewegung. Frauen ersetzten Männer, die beim Militär waren, an Arbeitsplätzen, die herkömmlicherweise nicht durch Frauen besetzt waren, wie z. B. in Stahlwerken und Raffinerien. Die NAWSA beteiligte sich an den Kriegsanstrengungen, Catt und Shaw waren Mitglieder im Frauenkomitee des „Council of National Defense“ (Rat der Nationalen Verteidigung). Im Gegensatz dazu unternahm die NWP keine Schritte, um sich an den Kriegsanstrengungen zu beteiligen.
Im Januar 1917 stellte die NWP demonstrierende Posten am Weißen Haus auf, das zuvor noch nie so „belagert“ worden war, mit Bannern, die das Frauenwahlrecht verlangten. Spannungen entstanden, als im Juni eine russische Delegation zum Weißen Haus fuhr und die NWP-Mitglieder ein Banner entfalteten, das folgendermaßen lautete:
„We, the women of America, tell you that America is not a democracy. Twenty million American women are denied the right to vote. President Wilson is the chief opponent of their national enfranchisement“
(deutsch: Wir, die Frauen Amerikas, sagen Ihnen, dass Amerika keine Demokratie ist. Zwanzig Millionen amerikanischen Frauen wird das Wahlrecht verweigert. Präsident Wilson ist der Hauptgegner ihrer Beteiligung an nationalen Wahlen.)

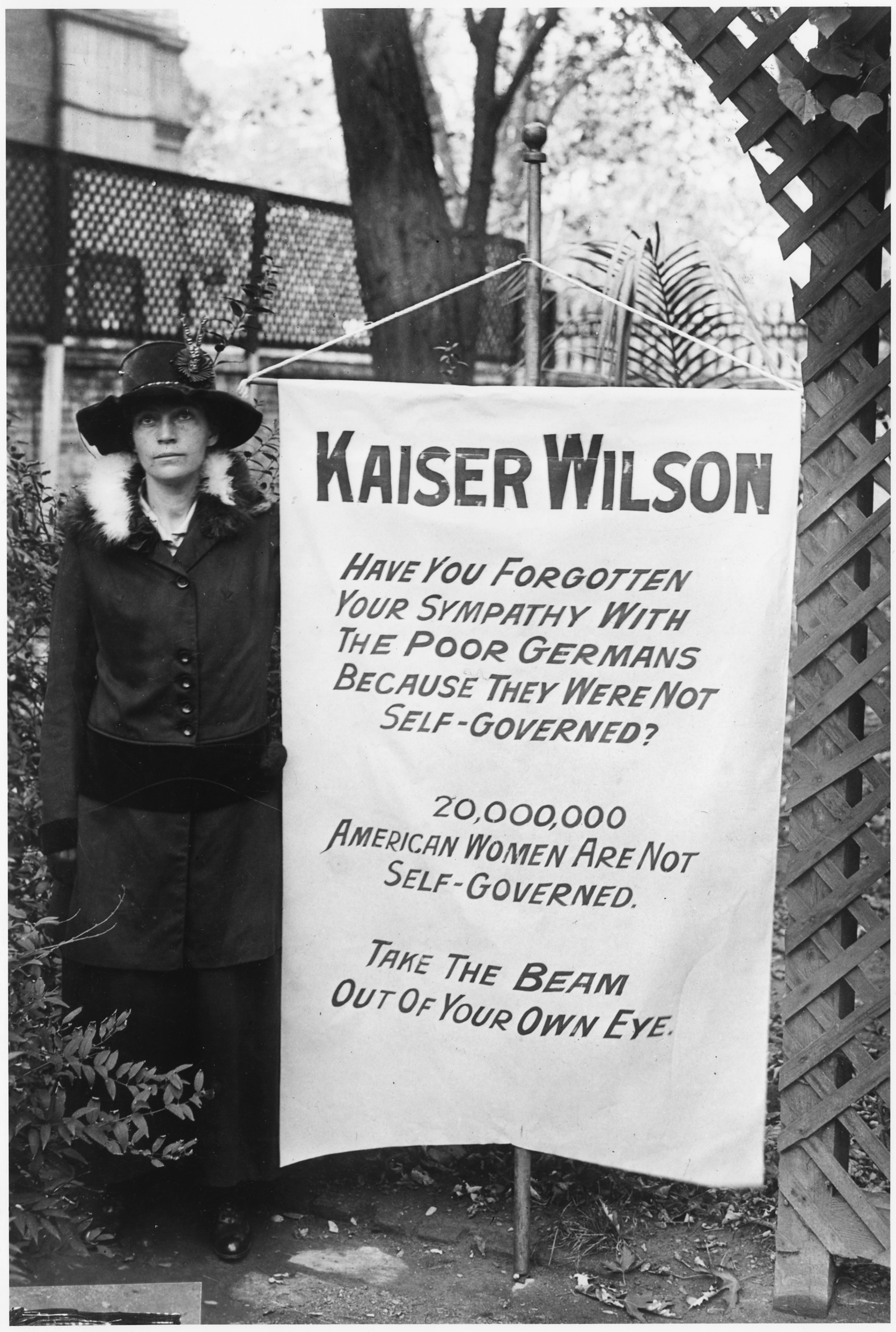
Provokantes Kaiser-Wilson-Plakat

Im August wies ein anderes Banner auf „Kaiser Wilson“ hin und verglich die Notlage des deutschen Volkes mit der der amerikanischen Frauen.
Einige der Betrachter reagierten gewalttätig, indem sie die Banner aus den Händen der Demonstranten rissen. Die Polizei, deren Eingreifen zuvor zurückhaltend gewesen war, begann die Demonstrantinnen wegen der Blockade des Gehwegs zu verhaften. Nach und nach wurden 200 arretiert, ungefähr die Hälfte davon wurde ins Gefängnis geschickt. Im Oktober wurde Alice Paul zu sieben Monaten Gefängnis verurteilt. Als sie und andere inhaftierte Suffragetten mit einem Hungerstreik begannen, ließ die Gefängnisverwaltung sie zwangsweise ernähren. Durch diese extreme Maßnahme wurden die negative Reaktion der Öffentlichkeit und der Druck auf die Regierung so stark, dass diese nachgab und alle Gefangenen entließ.

### Auswirkungen der Kriegsanstrengungen
Im November 1917 wurde ein Referendum zum Frauenwahlrecht im Staat New York – zu dieser Zeit der bevölkerungsreichste Bundesstaat – mit einer beträchtlichen Mehrheit gewonnen.
Im September 1918 sprach Präsident Wilson vor dem Senat und verlangte die Billigung des Wahlrechts-Amendments als eine Kriegserfordernis. Er sagte:
„We have made partners of the women in this war; shall we admit them only to a partnership of suffering and sacrifice and toil and not to a partnership of privilege and right?“
(deutsch: „Wir haben in diesem Krieg die Frauen zu Partnern gemacht; sollen wir sie nur zu einer Partnerschaft beim Leiden, Opfern und Arbeiten zulassen und nicht zu einer Partnerschaft bei Recht und Gesetz?“)
Am Ende des Jahres 1919 konnten Frauen sich mit 326 Wahlmännerstimmen (aus einer Gesamtheit von 531) sehr effektiv an den Präsidentschaftswahlen beteiligen. Die politischen Führer verstanden, dass das Frauenwahlrecht unausweichlich kommen würde, und begannen, die lokalen oder nationalen Volksvertreter zu bedrängen, dieses zu unterstützen. So sollte ihre jeweilige Partei den Verdienst dafür bei zukünftigen Wahlen einheimsen können.
Der Krieg wirkte auch als Katalysator für die Ausdehnung des Frauenwahlrechts in mehreren anderen Staaten. Frauen hatten nach jahrelanger Kampagne, zum Teil wegen ihrer Unterstützung der Kriegsanstrengungen, das Wahlrecht bekommen. Ungefähr die Hälfte der britischen Frauen waren seit dem Januar 1918 dazu zugelassen, ebenso wie die Frauen in den meisten kanadischen Provinzen. Diese Fakten erhöhten zusätzlich den Druck für die Zulassung des Frauenwahlrechts in den Vereinigten Staaten.

### Ratifikation des 19. Amendments

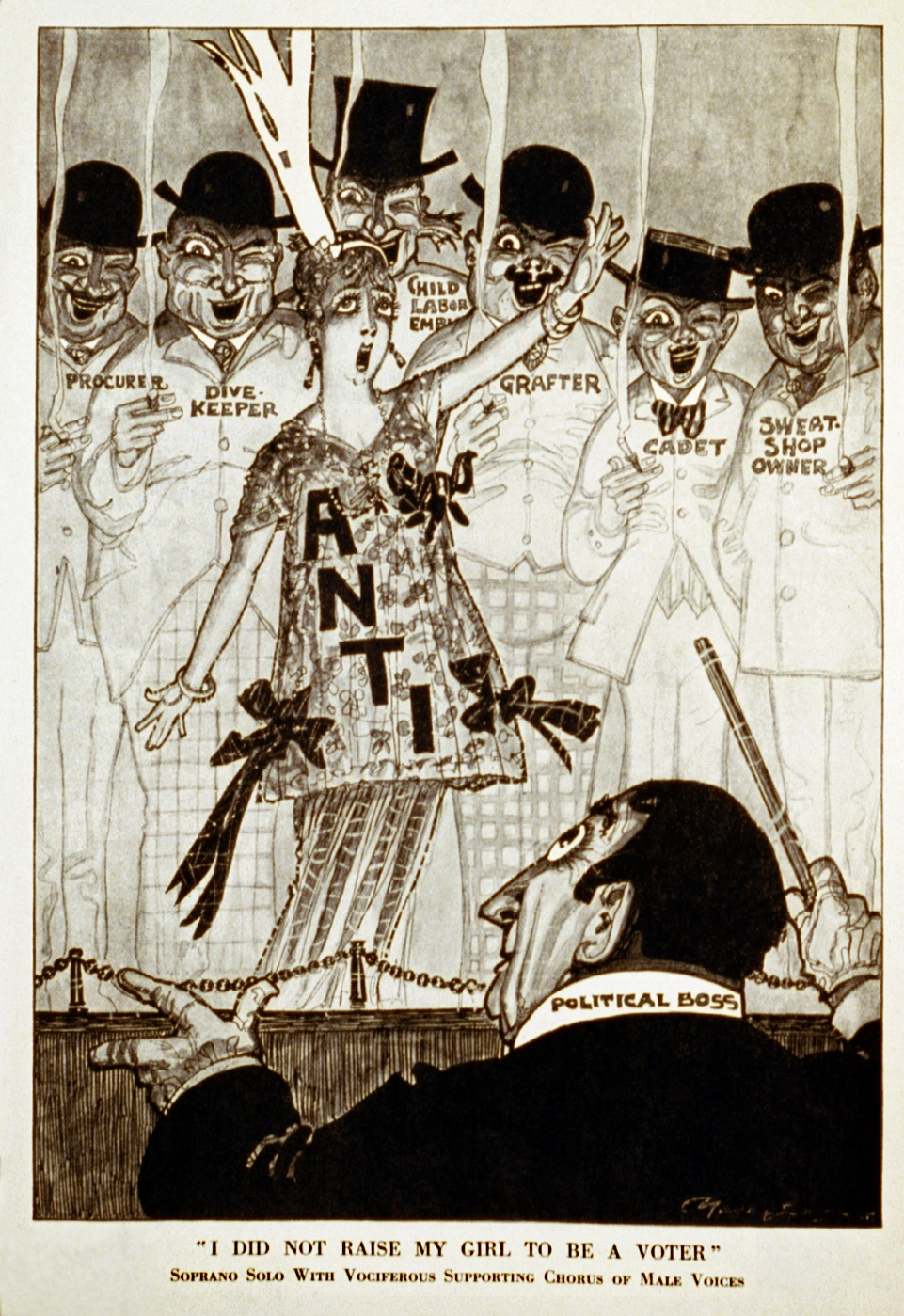
Eine Parodie des Antikriegslieds „I Didn’t Raise My Boy To Be A Soldier“ (dt.: Ich zog meinen Jungen nicht auf, damit er ein Soldat werde): „Ich erzog mein Mädchen nicht, damit sie Wählerin werde“

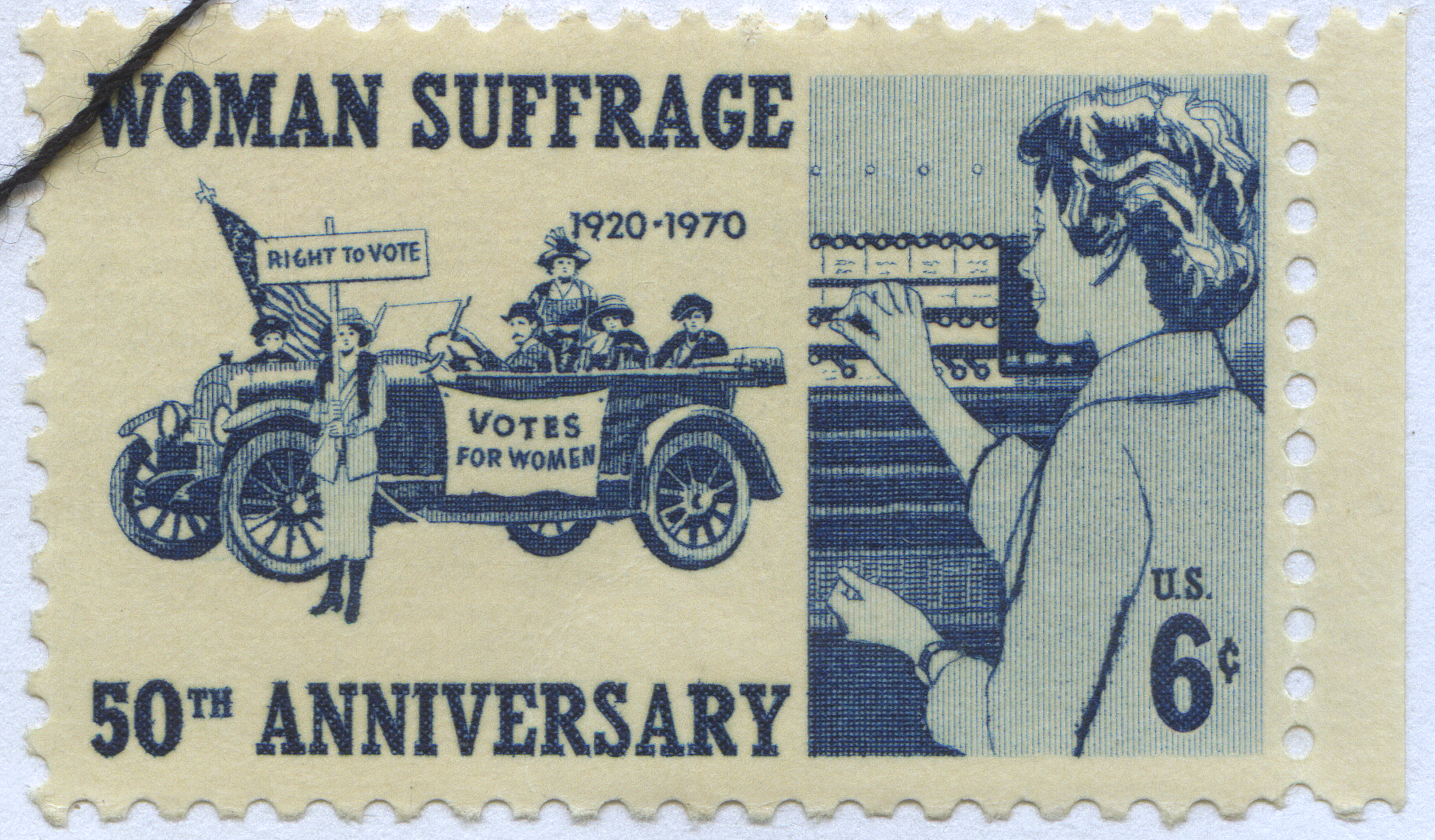
US-Briefmarke von 1970 zum 50. Jahrestag des Frauenwahlrechts

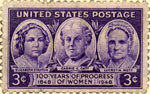
Gedenkbriefmarke von 1948, Carrie Chapman Catt in der Mitte

Der Erste Weltkrieg hatte also eine grundlegende Auswirkung auf das Frauenwahlrecht in den Reihen der kriegsteilnehmenden Nationen. Frauen spielten eine wesentliche Rolle an der jeweiligen Heimatfront, und viele Länder würdigten ihre Leistungen durch die Einführung des Frauenwahlrechts während des Krieges oder kurz nach dem Krieg, wozu auch die Vereinigten Staaten zu zählen sind.
Als am 12. Januar 1915 im Repräsentantenhaus ein Wahlrechtsgesetz eingebracht wurde, war es noch mit einem Abstimmungsergebnis von 284 zu 174 abgelehnt worden. Das sollte sich in den nächsten Jahren ändern.
Präsident Woodrow Wilson hielt sich zurück, bis er sicher war, dass die Demokratische Partei ihn unterstützte. Das Referendum im Staat New York von 1917 zugunsten des Frauenwahlrechts erwies sich als entscheidend für ihn. Als erneut im Januar 1918 ein Gesetzesvorschlag ins Repräsentantenhaus eingebracht wurde, appellierte Wilson stark und mit großer öffentlicher Wirksamkeit an die Abgeordneten, das Gesetz zu verabschieden.
Behn bringt folgende Argumente vor:
„The National American Woman Suffrage Association, not the National Woman’s Party, was decisive in Wilson’s conversion to the cause of the federal amendment because its approach mirrored his own conservative vision of the appropriate method of reform: win a broad consensus, develop a legitimate rationale, and make the issue politically valuable. Additionally, I contend that Wilson did have a significant role to play in the successful congressional passage and national ratification of the 19th Amendment.“
(deutsch: Die „National American Woman Suffrage Association“ – nicht die „National Woman’s Party“ – war entscheidend bei Wilsons Kehrtwende im Fall des Zusatzartikels zur Verfassung, denn das Vorgehen spiegelte seine eigene konservative Vorstellung wider, was die geeignete Vorgehensweise bei einem Reformvorhaben war: Gewinnen einer breiten Übereinstimmung, Entwicklung einer vernünftigen Gesetzgebung und gute politische Verwertung der Angelegenheit. Zusätzlich stelle ich in Frage, dass Wilson eine bedeutende Rolle zu spielen hatte bei der erfolgreichen Verabschiedung und nationalen Ratifizierung des 19. Zusatzartikels zur Verfassung.)
Der 19. Zusatzartikel wurde mit zwei Dritteln der Stimmen des Repräsentantenhauses verabschiedet, einer Stimme mehr als nötig. Die Abstimmung wurde dann in den Senat weitergereicht. Erneut appellierte Wilson an die Senatoren, aber am 30. September 1918 fehlten zwei Stimmen zur Zwei-Drittel-Mehrheit, die für die Billigung nötig gewesen wäre.
Am 10. Februar 1919 wurde erneut darüber abgestimmt, dabei scheiterte die Abstimmung an einer fehlenden Stimme.
Es gab eine beträchtliche Besorgnis unter den Politikern beider Parteien, doch rechtzeitig vor den allgemeinen Wahlen zum Kongress im Jahr 1920 das Amendment zu verabschieden und wirksam werden zu lassen. Deswegen berief der Präsident eine Sondersitzung des Kongresses ein und erneut wurde ein Gesetz zur Einführung des Amendments vor das Repräsentantenhaus gebracht. Am 21. Mai 1919 ging es durch, mit 304 zu 89 Stimmen.
Mit diesen 42 Stimmen mehr als erforderlich wurde es am 4. Juni 1919 dem Senat vorgelegt. Nach einer langen Diskussion wurde es mit 56 zu 25 Stimmen knapp angenommen.
Innerhalb weniger Tage ratifizierten Illinois, Wisconsin und Michigan das Amendment, da ihre Gesetzgebungsorgane gerade tagten. Andere Staaten zogen in regulärer Schrittfolge nach, bis das Amendment von 35 der nötigen 36 Staaten ratifiziert worden war. Nach dem Staat Washington, am 22. März 1920, verzögerte sich der Ratifizierungsvorgang monatelang. Endlich, am 18. August 1920, ratifizierte Tennessee mit knappster Mehrheit den 19. Zusatzartikel zur Verfassung der Vereinigten Staaten und machte ihn dadurch zum Gesetz im gesamten Gebiet der Vereinigten Staaten.

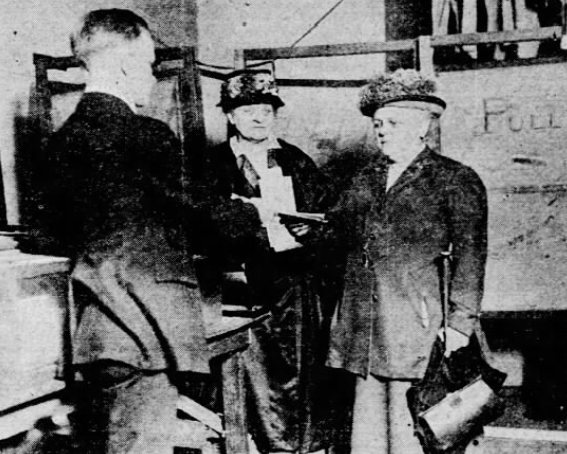
Carrie Chapman Catt und Mary Garrett Hay erhalten Wahlscheine, um 1920 ihre erste Präsidentenwahl zu absolvieren.

Auf diese Weise hatte die Gewinnstrategie von Catt und der „National American Woman Suffrage Association“ den zu erwartenden Erfolg erzielt und so wurde die Wahl von 1920 die erste Präsidentschaftswahl, in der Frauen in jedem Bundesstaat zur Abstimmung zugelassen waren. Seit der Seneca Falls Convention waren 72 Jahre vergangen.

### Auswirkungen
In den 100 Jahren seither gewannen bei den Präsidentschaftswahlen dreizehnmal die republikanischen und zwölfmal die demokratischen Kandidaten. Dennoch wurde 2016 in den Wochen vor der letzten Wahl der Twitter-Hashtag #Repealthe19th verbreitet, nachdem Nate Silver prognostiziert hatte, dass Männer überwiegend Donald Trump, Frauen jedoch Hillary Clinton wählen würden. Deshalb schlugen einige Trump-Unterstützer vor, das Frauenwahlrecht wieder abzuschaffen, wie es schon 2007 Ann Coulter gefordert hatte, um zu verhindern, dass je wieder ein Demokrat Präsident der USA werden könne.

## Gleichberechtigung in den Vereinigten Staaten
Das Equal Rights Amendment (ERA) ist ein seit langem vorgeschlagener Verfassungszusatz, der Frauen in den Vereinigten Staaten gleiche Rechte zusichern sollte. Er sollte als 27. Zusatz in die Verfassung der Vereinigten Staaten eingehen. Das ERA wurde von Alice Paul geschrieben und 1923 erstmals im Kongress eingebracht, drei Jahre nach der Aufnahme des 19. Amendments, der Frauen das Wahlrecht verschafft hatte. Das ERA besagt: „Männer und Frauen sollen in den Vereinigten Staaten und überall, wo US-Recht gilt, gleiche Rechte haben.“
Bis zum Jahre 1982 gelang es diesem Verfassungszusatz aus verschiedensten Gründen nicht, die Hürden der Verabschiedung und der Ratifizierung zu überwinden.